# Stephen Curry
Wardell Stephen Curry II (Akron, 14 de março de 1988) é um basquetebolista norte-americano que atua como armador. Atualmente joga no Golden State Warriors, da National Basketball Association. Muitos jogadores e analistas o consideram como o melhor arremessador da história do esporte. Acredita-se que ele tenha revolucionado o jogo de basquete, inspirando as equipes a empregar a cesta de três pontos com mais frequência como parte de sua estratégia.
Na temporada 2014-15, Curry ganhou seu primeiro prêmio de MVP e levou os Warriors ao seu primeiro título desde 1975. Sua temporada seguinte foi ainda mais histórica, ele se tornou o primeiro jogador na história da NBA a ser eleito MVP por unanimidade e foi o primeiro a ser o cestinha da temporada liderando roubadas de bola desde Allen Iverson em 2002, além de entrar para o seleto grupo 50–40–90. Naquele mesmo ano, os Warriors quebraram o recorde do Chicago Bulls, de Michael Jordan, de mais vitórias em uma temporada da liga (73 vitórias e 9 derrotas) a caminho das finais da NBA de 2016, que perderam para o Cleveland Cavaliers, de LeBron James. Curry ajudou a franquia a voltar para as finais da NBA em 2017, 2018 e 2019 onde ganharam dois títulos seguidos (2017 e 2018) e, por consequência, se tornaram apenas o segundo time na história a alcançar cinco finais seguidas do torneio. Depois de perder os playoffs em 2020 e 2021, Curry conquistou um quarto campeonato com os Warriors contra o Boston Celtics em 2022, e foi nomeado de forma unâninime o MVP das Finais pela primeira vez, esse era o único título individual que ele ainda não tinha coquistado na carreira.
É o maior pontuador de 3 pontos da história da NBA, sendo temporada regular ou playoffs. Ele é o jogador com mais jogos, pontos, assistências e bolas de 3 pontos convertidas da história do Golden State Warriors. Steph foi eleito o jogador da década de 2010 pelo The New York Times, superando o astro LeBron James.
Curry é filho do ex-jogador da NBA, Dell Curry, e irmão mais velho do atual jogador da NBA, Seth Curry. Ele jogou basquete universitário pela Faculdade de Davidson. Lá, ele foi duas vezes eleito o Jogador do Ano da Conferência do Sul e estabeleceu o recorde de pontuação de todos os tempos tanto para Davidson quanto para a Conferência do Sul. Durante o seu segundo ano, ele também estabeleceu o recorde de mais bolas de 3 convertidas em uma única temporada da NCAA.
Durante a temporada 2012-13, Curry bateu o recorde da NBA para bolas de três pontos em uma temporada regular com 272. Superando o próprio recorde em 2015 com 286, e novamente em 2016 com 402 (atual recorde). A temporada 2012-2013 também foi a temporada em que Steph e seu companheiro de equipe Klay Thompson ganharam o apelido de Splash Brothers, com a dupla passando a definir o recorde da NBA para três pontos combinados em uma temporada com 484 em 2013-14, recorde quebrado pelos mesmos na temporada seguinte (525) e novamente na temporada 2015-16 (678). Em 8 de novembro de 2016 bateu o recorde de mais bolas de 3 em uma única partida na história da liga, com 13 em um jogo contra o Pelicans, recorde quebrado por seu colega de time Klay Thompson dois anos depois, que fez 14 bolas de três contra o Chicago Bulls.
Na temporada 2020-2021, Curry estabeleceu outro recorde, ele fez 29 bolas de 3 pontos em 3 jogos seguidos, isso é equivalente à 9,6 bolas de convertidas por jogo.
Na temporada 2021-22, no dia 8 de novembro de 2021, o Golden State Warriors venceu o Atlanta Hawks, e Curry se transformou no jogador mais velho da história da NBA a ter um jogo de 50 pontos e 10 assistências com 33 anos, superando Wilt, que o fez com 31. Em 12 de novembro de 2021, contra o Chicago Bulls, Curry se tornou o jogador da NBA com mais bolas de 3 pontos convertidas somando a temporada regular e os playoffs, com 3.366, ultrapassando Ray Allen (3.358). Ainda em 2021, ele foi homenageado como um dos 75 maiores jogadores da história da NBA.
Em 2022, o atleta ocupou o 5.º lugar no ranking dos atletas mais bem pagos do mundo, elaborado pela Forbes, com US$ 92,8 milhões. O atleta fica atrás apenas de Messi, LeBron James, Cristiano Ronaldo e Neymar.

## Biografia

### Infância e Juventude
Wardell Stephen Curry II é filho de Sonya (nascida Adams) Curry e Dell Curry. Ele nasceu em Akron, Ohio, enquanto seu pai era um jogador do Cleveland Cavaliers. Ele cresceu em Charlotte, Carolina do Norte, onde seu pai passou a maior parte de sua carreira na NBA, defendendo as cores do Charlotte Hornets. Dell costumava levar Stephen e seu irmão mais novo Seth para seus jogos. A família mudou-se brevemente para Toronto, Canadá onde Dell terminou sua carreira como jogador do Toronto Raptors. Durante este tempo, Curry jogou para o time de basquete masculino da Queensway Christian College, levando-os a uma temporada invicta. Ele também foi um membro do Toronto 5-0, uma equipe do clube que joga em todo o Ontário, colocando-o contra outros futuros jogadores da NBA, como Cory Joseph e Kelly Olynyk. Curry levou o time a um recorde de 33-4, a caminho de vencer o campeonato provincial.
Após a aposentadoria da Dell, a família se mudou para Charlotte e Curry e seu irmão, foram matriculados na Charlotte Christian School, onde ele foi nomeado para todas as conferências e levou sua equipe a três títulos de conferências e três aparições de playoffs estaduais. Por causa da carreira célebre de seu pai na Virginia Tech, Steph queria jogar basquete universitário nesta Universidade, mas só foi oferecido um teste devido em parte o seu porte físico franzino e baixa estatura. Ele finalmente escolheu a Faculdade de Davidson, que o recrutou agressivamente da décima série.

## Basquete universitário

### Recrutamento universitário
| Nome | Cidade Natal                                      | Residência    | Escola/Universidade        | Altura | Peso  | Data da revisão        |
| --- | ------------------------------------------------- | ------------- | -------------------------- | ------ | ----- | ---------------------- |
| Stephen Curry PG | Akron, OH                                         | Charlotte, NC | Charlotte Christian School | 1,88 m | 74 kg | 18 de setembro de 2005 |
| Stephen Curry PG | Recrutamento: Rivais: Scout: 247sports: ESPN: N/A |               |                            |        |       |                        |
| Classificação Geral de novatos: Scout: 36.º |                                                   |               |                            |        |       |                        |
| - Nota : Em muitos casos, Scout, Rivals, 247Sports e ESPN podem entrar em conflito em suas listas de altura e peso, nestes casos, a média foi obtida. - Fonte: |                                                   |               |                            |        |       |                        |

### Temporada de calouro (2007)
Antes mesmo de Curry jogar em seu primeiro jogo pelos Wildcats, o treinador Bob McKillop o elogiou em um evento de ex-alunos de Davidson: "Espere até ver Steph Curry. Ele é especial". Em seu primeiro jogo no colegial, contra Eastern Michigan University, o armador terminou com 15 pontos, mas sofreu 13 turnovers. No próximo jogo, contra o Michigan, ele marcou 32 pontos, distribuiu 4 assistências e pegou 9 rebotes. Curry terminou a temporada liderando a Conferência do Sul, marcando 21,5 pontos por jogo. Ele foi o segundo no país entre os calouros na pontuação, atrás apenas de Kevin Durant, de Texas. A habilidade de pontuar de Stephen ajudou os Wildcats a um recorde geral de 29-5 e um título da temporada regular da Conferência Sul. Em 2 de março de 2007, nas semifinais do torneio Southern Conference contra Furman, Curry fez sua 113.º bola de 3 na temporada, quebrando o recorde de Keydren Clark na NCAA para os tiros de longa distância, em sua história.
Curry quebrou o recorde de pontos de calouros da faculdade com seu 502.º ponto contra Chattanooga em 6 de fevereiro de 2007. Em 15 de março de 2007, Davidson entrou no torneio da NCAA com um conjunto de 13 prospectos para jogar contra Maryland; Apesar dos 30 pontos de Curry, Davidson perdeu de 82 a 70. No final da sua primeira temporada, Curry foi nomeado Calouro do Ano da Conferência Sul, MVP da Conferência Sul, e selecionado para os times ideal e time de calouros da Conferência Sul. Ele também teve menção honrosa na revista Sports Illustrated's All-Mid-Major. Após o término da temporada, ele foi selecionado para a equipe dos EUA para comparecer ao Campeonato Mundial Sub-19 de FIBA em 2007, com médias de 9,4 pontos, 3,8 rebotes e 2,2 assistências em 19,4 minutos, ajudando a equipe dos EUA a terminar com a medalha de prata.

### Temporada de Sophomore (2007-08)

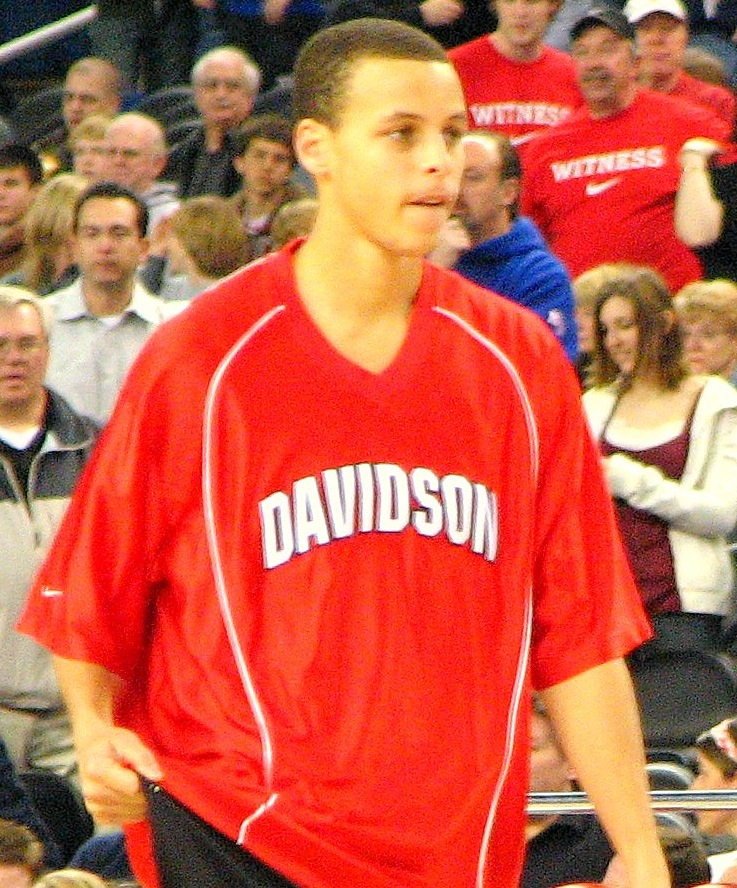
Curry jogando o Torneio NCAA por Davidson em 2008.

Em sua temporada de segundo ano em 2007-08, Curry tinha crescido a sua altura adulta para 1,91 m (6 ft 3 in) e novamente liderou a Conferência do Sul na pontuação, com médias de 25,5 pontos por jogo, adicionando 4,7 rebotes por jogo e 2,8 assistências por jogo. Ele levou os Wildcats a um recorde de 26-6 na temporada regular, e um recorde de 20-0 na conferência. Como resultado do excepcional jogo de Curry, Davidson ganhou seu terceiro título consecutivo de conferência da NCAA.
Em 21 de março de 2008, Davidson fez um par contra o sétimo colocado, Gonzaga. Gonzaga liderou por 11 pontos no início do segundo tempo, mas Curry marcou 30 pontos para empurrar Davidson para sua primeira vitória nos Torneio da NCAA (playoffs) desde 1969, o jogo terminou 82-76 para os Wildcats. Curry terminou o jogo com 40 pontos, ao mesmo tempo que converteu 8 de 10 para 3 pontos. Em 23 de março, Davidson jogou contra o segundo colocado, Georgetown na segunda rodada do Torneio da NCAA. Georgetown, oitavo classificado nacionalmente, entrou no jogo como um grande favorito depois de uma aparição na Final Four em 2007. Curry conseguiu apenas cinco pontos na primeira metade do jogo, com Davidson perdendo por 17 pontos, mas seus 25 pontos no segundo tempo levaram Davidson a uma vitória por 74-70.
Em 28 de março de 2008, Stephen levou Davidson para outra vitória, contra o terceiro colocado, Wisconsin. Curry marcou 33 pontos e Davidson venceu por 73 a 56 para avançar para o Elite 8. Curry se juntou a Clyde Lovellette, Jerry Chambers e Glenn Robinson como os únicos jogadores universitários a marcar mais de 30 pontos em seus primeiros quatro jogos no Torneio da NCAA (playoffs). Curry também empatou com Darrin Fitzgerald, de Butler no recorde de bolas de 3 temporadas em uma única temporada com 158, nos playoffs. Em 30 de março de 2008, ele estabeleceu o recorde, contra o Kansas Jayhawks na final regional, com a sua 159.ª cesta de 3 na temporada. Curry marcou 25 pontos no jogo, mas Davidson perdeu de 57 a 59, e os Jayhawks venceram a final regional e logo depois, o campeonato.
Curry terminou a temporada com uma média de 25,9 pontos, 2,9 assistências e 2,1 roubos de bola por jogo. Ele foi nomeado para o segundo time da Associated Press All-American, em 31 de março de 2008. Ele também foi nomeado o jogador mais proeminente da região centro-oeste do torneio da NCAA de 2008, tornando-se o primeiro jogador, desde Juwan Howard de Michigan em 1994, de uma equipe que não foi pro Final Four a conseguir esse feito. Curry foi indicado para um ESPY Awards na categoria Breakthrough Player of the Year (Jogador que mais evoluiu).

### Temporada de Junior (2008-09)
Após a derrota de Davidson contra o Kansas nas finais regionais da NCAA, Curry anunciou que voltaria para o seu penúltimo ano no College. Ele afirmou que queria se desenvolver como armador, sua provável posição na NBA. Em 18 de novembro de 2008, Curry marcou 44 pontos na derrota de Davidson por 82 a 78 para Oklahoma. Ele conseguiu longa sequência ao marcar pelo menos 25 pontos pelo sétimo jogo consecutivo. Em 21 de novembro, o armador conseguiu 13 assistências, e 30 pontos, na vitória de Davidson 97-70 sobre Winthrop. No dia 25 de novembro, contra Loyola, Curry foi sem gols, pois Loyola sempre deu uma dupla em equipe.
Curry superou a marca de 2000 pontos em sua carreira em 3 de janeiro de 2009, quando marcou 21 pontos contra Samford. Em 14 de fevereiro de 2009, Curry torceu seu tornozelo na segunda metade de uma vitória sobre Furman. A lesão fez Curry perder o jogo de 18 de fevereiro contra The Citadel, o primeiro e único jogo que ele perdeu em sua carreira universitária. Em 28 de fevereiro de 2009, Steph se tornou o maior pontuador de todos os tempos de Davidson, onde fez 34 pontos em uma vitória por 99 a 56 contra o Georgia Southern. Isso deu a Curry 2.488 pontos em sua carreira, superando o antigo líder, John Gerdy. Davidson venceu o campeonato da temporada regular da Conferência do Sul de 2008-09 para a divisão sul, terminando com 18 vitórias e 2 derrotas na conferência.
No Torneio da Conferência do Sul de 2009, Davidson jogou contra a Appalachian State University nas quartas-de-final e venceu por 84 a 68. Curry marcou 43 pontos, que é o terceiro maior pontuação em um jogo na história do torneio da Conferência do Sul. Nas semifinais, contra o College of Charleston, Steph fez 20 pontos, mas Davidson perdeu de 52-59. Apesar do lobby do técnico de Davidson, Bob McKillop, e do técnico de Charleston, Bobby Cremins, os Wildcats não conseguiram uma oferta no torneio da NCAA. Em vez disso, eles receberam a sexta vaga no NIT 2009. Davidson jogou a terceira vaga, contra Carolina do Sul, na primeira rodada. Curry marcou 32 pontos e Davidson venceu o Gamecocks por 70 a 63. Davidson então caiu por 68-80 para Saint Mary's Gaels na segunda rodada. Steph registrou 26 pontos, 9 rebotes e 5 assistências no que foi seu último jogo pelos Wildcats.
Em sua temporada final em Davidson, Curry teve uma média de 28,6 pontos, 5,6 assistências e 2,5 roubadas de bola. Ele foi o cestinha da Divisão I da NCAA e foi nomeado para o All-American. Curry optou por sair do último ano em Davidson, mas afirmou que ainda planejava obter seu diploma.

## Carreira na NBA

### Golden State Warriors (2009−presente)
Primeiros anos

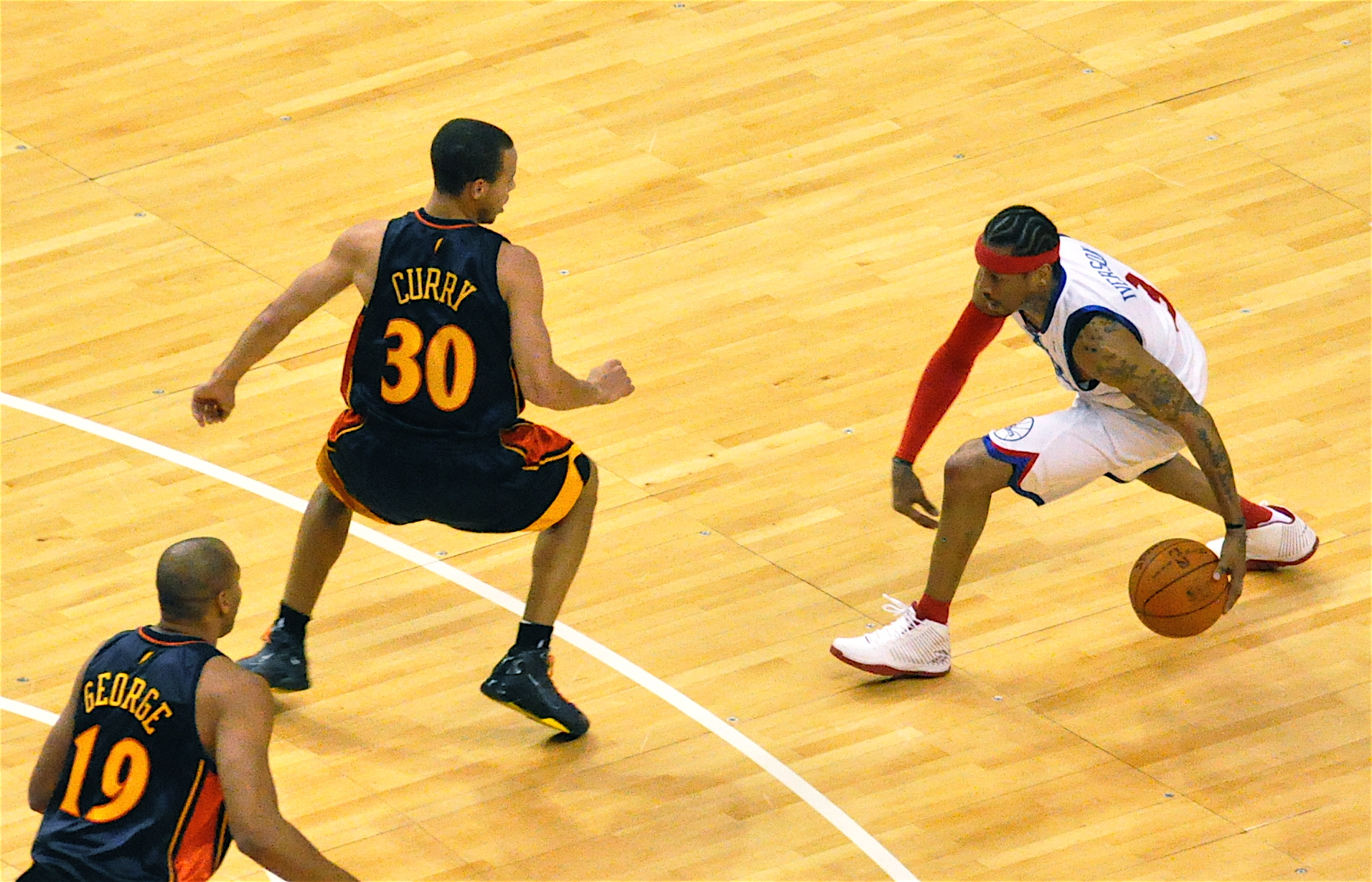
Curry marcando Allen Iverson, em 2009.

Em 25 de junho de 2009, Stephen Curry foi selecionado na sétima escolha geral no Draft da NBA de 2009 pelo Golden State Warriors. Ele jogou 80 jogos (77 como titular) durante a temporada 2009-10, com média de 17,5 pontos, 4,5 rebotes, 5,9 assistências e 1,9 roubos de bola em 36,2 minutos. Sua segunda metade da temporada levou-o para a corrida de novato do ano. Ele foi nomeado Novato do Mês da Conferência Oeste em janeiro, março e abril, terminando como o único estreante da Conferência Oeste a ganhar o prêmio três vezes. Ele terminou como vice-campeão do Prêmio de Novato do Ano da NBA, atrás de Tyreke Evans e foi escolhido de forma unânime para o primeiro time do NBA All-Rookie Team (time de novatos), tornando-se o primeiro jogador do Warriors desde Jason Richardson em 2001-02 a ser selecionado para o time de novatos. Ele marcou mais de 30 pontos oito vezes, terminando os jogos com mais de 30 pontos, único novato a conseguir tal feito na temporada e o mais desde LeBron James quando fez 13, e Carmelo Anthony quando fez 10 em 2003-04. Curry teve cinco jogos de 30 pontos / 10 assistências, o que empatou com Michael Jordan no segundo a ter 5 cinco jogos 30 pontos / 10 assistências na temporada de novato (Oscar Robertson é o primeiro com 25). Ele se tornou apenas o sexto novato na história da NBA com um jogo de mais ou igual 35 pontos, 10 assistências e 10 rebotes ao registrar seu primeiro triplo-duplo na carreira com 36 pontos, 13 assistências e 10 rebotes contra o Los Angeles Clippers em 10 de fevereiro. No final da temporada dos Warriors contra o Portland Trail Blazers em 14 de abril, Curry fez 42 pontos, 9 rebotes e 8 assistências, tornando-se o primeiro novato desde Robertson em fevereiro de 1961 a registrar pelo menos esses números em cada fundamento no mesmo jogo. Steph terminou sua temporada de estreia com 166 bolas de três pontos, um recorde para um novato na história da NBA. O Golden State terminou na 13.ª colocação da Conferência Oeste com 26 vitórias e 56 derrotas, passando longe dos playoffs.
Na temporada 2010-11, o armador jogou 74 jogos (sendo titular em todos), com médias de 18,6 pontos, 3,9 rebotes, 5,8 assistências e 1,4 roubos de bola em 33,6 minutos. Seu percentual de lance livre foi de 93,4% (212-227), estabelecendo um novo recorde de temporada para os Warriors, superando a marca anterior de 92,4% feita por Rick Barry, em 1977-78. Ele também se tornou o primeiro jogador do Warriors a liderar a NBA na porcentagem de lances livres, desde Mark Price em 1996-97. Curry registrou 20 ou mais pontos em 35 jogos, incluindo sete jogos de mais de 30 pontos. Em fevereiro de 2011, durante o All-Star Weekend, Curry venceu o Skills Challenge (Torneio de habilidades)  e registrou 13 pontos, 8 assistências e 6 rebotes em 28 minutos como membro do elenco de Sophomore no Rookie Challenge (Jogo dos calouros). Em maio de 2011, ele foi nomeado o ganhador do Prêmio de Lealdade da NBA, e passou por uma cirurgia no tornozelo direito.
Na temporada 2011-12, Curry jogou 26 jogos (23 de titular), com médias de 14,7 pontos, 3,4 rebotes, 5,3 assistências e 1,5 roubos de bola em 28,2 minutos. Ele perdeu 40 jogos devido a lesões no tornozelo e no pé direito, incluindo os últimos 28 jogos da temporada, onde teve uma torção no tornozelo direito e passou por uma cirurgia no mesmo, que foi realizada em 25 de abril. Ao fim da temporada, o time da Califórnia terminou o campeonato novamente na 13.ª colocação da Conferência, com 35 vitórias e 46 derrotas.

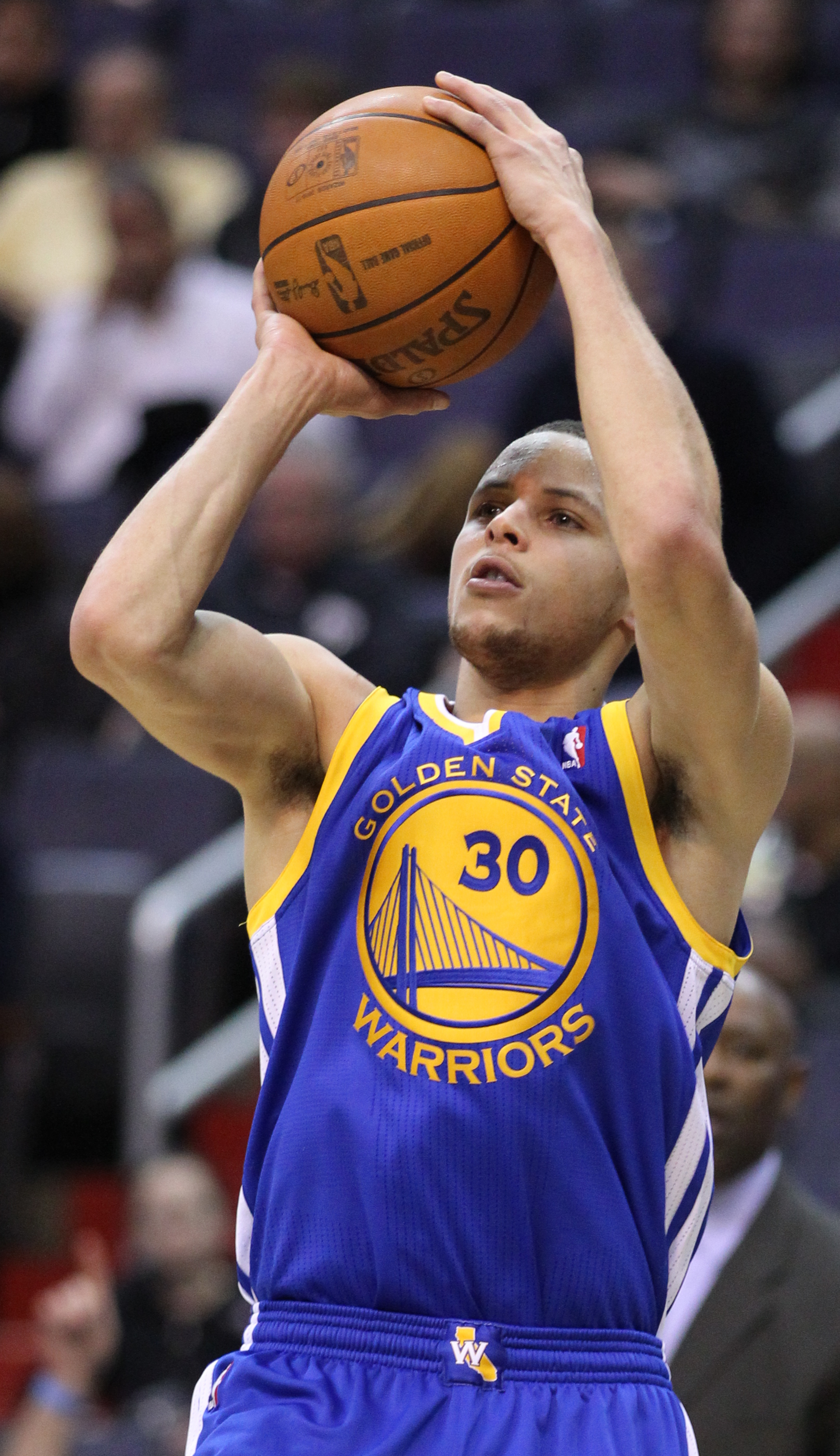
Steph em março de 2011 pelos Warriors.

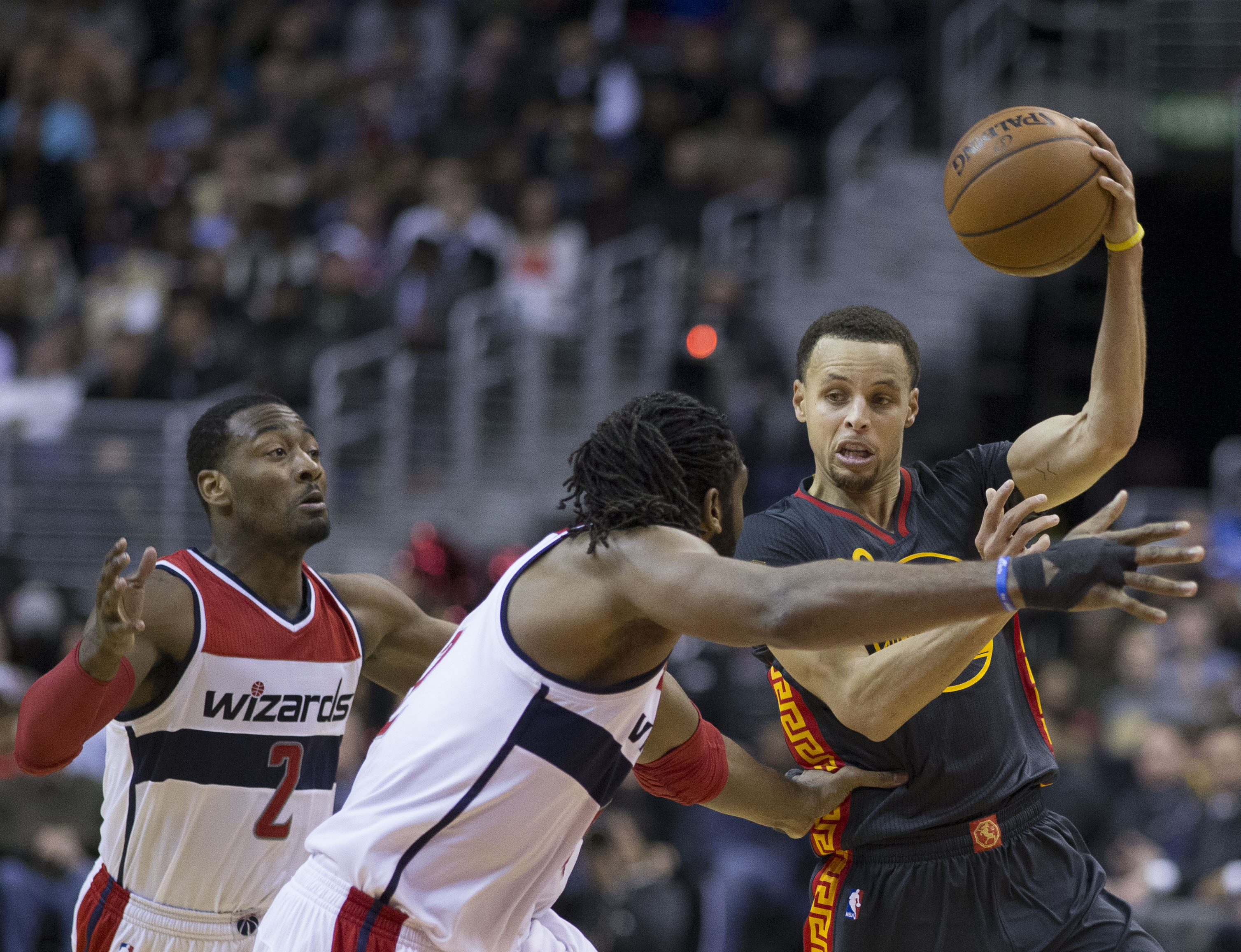
Curry em um jogo contra o Washington Wizards, sendo marcado por John Wall e Nenê na temporada regular em fevereiro de 2015. O armador teve uma média de 7,7 assistências por jogo, sendo o sexto melhor da liga.

Antes do início da temporada 2012-13, Steph assinou uma extensão de contrato de quatro anos e US$ 44 milhões de dólares com os Warriors. Na época, muitos escritores de basquete consideraram o movimento arriscado para o Golden State por causa do histórico de lesões de Curry. Ao longo do ano, o armados e seu companheiro de equipe, Klay Thompson ganharam uma reputação por seu desempenho na linha dos três pontos, ganhando o apelido de "Splash Brothers". Na temporada 2012-13, Curry jogou 78 jogos (todos como titular), teve médias de 22,9 pontos (sétimo na temporada) e 6,9 assistências, com 4,0 rebotes e 1,6 roubos de bola em 38,2 minutos. Ele bateu o recorde de bolas de três pontos em uma única temporada na NBA com 272, superando a marca anterior de Ray Allen (269 em 2005-06), com 53 tentativas a menos do que Allen fez com o Seattle SuperSonics.
O Brinquedinho assassino recebeu o prêmio de Jogador do Mês da Conferência Oeste no mês de abril, com médias de 25,4 pontos, 8,1 rebotes e 2,93 roubos em oito jogos no último mês da temporada para se tornar o terceiro jogador do Warriors a ganhar o prêmio, se juntando a Chris Mullin (novembro de 1990 e janeiro de 1989) e Bernard King (janeiro de 1981). Ele fez duas de suas maiores pontuações nesta temporada, com 54 pontos em 27 de fevereiro em Nova York e 47 em 12 de abril em Los Angeles, tornando-se o primeiro jogador do Warriors a marcar mais de 45 pontos em Nova York e Los Angeles na mesma temporada desde Rick Barry, em 1966 (juntando-se a Barry, Guy Rodgers e Wilt Chamberlain como os únicos quatro jogador do Golden State a fazê-lo). Os 54 pontos de Curry contra o New York Knicks incluíram 11 bolas de 3, tornando-se o primeiro jogador da história da NBA a marcar mais de 50 pontos, ao mesmo tempo em que acertou mais de dez bolas de longa distância em um jogo. Foi a maior pontuação de um jogador do Warriors desde Purvis Short, que fez 59 pontos em 1984. Ele jogou os playoffs pela primeira vez em 2013, com os Warriors ficando na 6.ª posição na Conferência Oeste (47 vitórias, 35 derrotas). Disputou 12 jogos de playoff (todos como titular), ele obteve médias de 23,4 pontos, 8,1 assistências e 3,8 rebotes. Ele estabeleceu um novo recorde da franquia de bolas de 3 pontos em um playoff, com 42 bolas convertidas, superando a marca dos playoffs do Golden State de 29 anos atrás, feita por Jason Richardson. Esse feito lhe deu um total de 314 bolas de 3 na temporada, juntando temporada regular e playoff, se tornando o primeiro jogador da história da NBA a fazer 300 bolas de 3 em uma única temporada. O Warriors venceu a primeira rodada contra o Denver Nuggets por 4 a 2 e caiu na semifinal de conferência para o San Antonio Spurs, que venceu a série, também, por 4 a 2.
Na temporada 2013-14, Stephen jogou 78 jogos (todos como titular), com médias de 24,0 pontos (sétimo na temporada) e 8,5 assistências (quinto), 4,3 rebotes e 1,6 roubos de bola, tornando-se o primeiro jogador na história dos Warriors a ter média de 24 pontos e 8 assistências em uma única temporada (nono jogador na história da liga). Ele foi líder de bolas de 3 pela segunda temporada consecutiva, com 261 (quarta maior marca da história, em uma única temporada), o primeiro jogador desde Ray Allen em 2001-02 e 2002-03 a liderar a liga em bolas de três de forma consecutiva. Ele foi escolhido Jogador do Mês da Conferência Oeste em abril e eleito para o segundo time do All-NBA Team, tornando-se o primeiro jogador da franquia eleito para a Primeira ou Segunda Equipe desde 1993-94. Em 7 de dezembro contra o Memphis Grizzlies, o armador ultrapassou Jason Richardson (700) como o líder da franquia em bolas de três pontos. Em fevereiro, ele fez sua primeira aparição no All-Star Game, se tornando o primeiro All-Star dos Warriors desde Latrell Sprewell em 1995. Ele marcou 47 pontos em 13 de abril contra o Portland Trail Blazers, sendo seu terceiro jogo de 40 pontos na temporada. Ele terminou a temporada regular empatado em segundo lugar com mais triplo-duplos na NBA, o segundo jogador do Warriors a conseguir fazer mais de 4 na história, Wilt Chamberlain fez cinco em 1963-64. Os Golden State Warriors ficaram na 6.ª posição na Conferência Oeste pelo segundo ano consecutivo (51 vitórias, 31 derrotas), foram eliminados na primeira rodada dos playoffs pelo Los Angeles Clippers, que venceram a série por 4 a 3.
Primeiro título e MVP (2014–15)
Antes do início da temporada 2014-15, os Warriors contrataram Steve Kerr, ex-jogador da NBA e ex-gerente geral do Phoenix Suns, como seu novo treinador em um acordo de 5 anos com o valor de 25 milhões de dólares. Ele realizou mudanças significativas no estilo de jogo da equipe californiana, incluindo atuar em um ritmo de maior velocidade, utilizar arremessos de três pontos com ainda mais frequência, ter uma eficiência defensiva maior graças ao entrosamento dos jogadores em ambos lados da quadra, se importar menos com posições pré-estabelecidas e por consequência dar a Curry mais liberdade para pontuar, um dos principais motivos do porquê a equipe a se tornou uma das candidatas ao título no período. O desenvolvimento de Steph nessa temporada foi bastante comentando na imprensa americana, com Grant Hugues, repórter do Bleacher Report, dizendo que "não tínhamos ideia do quão bom ele poderia ser" e Kobe Bryant o elogiando após uma boa atuação marcando Jeremy Lin no Staples Center. Ethan Strauss, jornalista da ESPN, afirmou meses após o início do trabalho que o camisa 30 "floresceu e se tornou um dos defensores mais eficazes da NBA" sob o novo técnico, registrando suas médias mais altas na carreira até então em roubadas de bola e as mais baixas em faltas cometidas por jogo. A evolução ofensiva promovida por Kerr, em que a equipe passou a depender menos de jogadas individuais em que eram necessários mais dribles, foi seguida por um Curry ainda mais influente dentro de quadra. Nos 24 jogos iniciais da temporada, o Golden State teve uma média de 112,6 pontos marcados a cada 100 posses de bola quando o brinquedinho assassino jogava, média essa que diminuía para 93,7 quando ele estava no banco.
Em 4 de fevereiro, Steph marcou 51 pontos na vitória sobre o Dallas Mavericks. Ele foi o jogador mais votado para participar do All-Star Game e ganhou o Torneio de 3 pontos no All-Star na noite de sábado. Em 9 de abril, ele quebrou seu próprio recorde de bolas de três pontos em uma única temporada durante um jogo contra o Portland Trail Blazers. Os Warriors terminaram o ano com 67 vitórias e 15 derrotas, ficando na primeira colocação geral da liga, Curry foi eleito o Jogador Mais Valioso da NBA (MVP, na sigla em inglês) depois de ter médias de 23,8 pontos, 7,7 assistências e 2 roubos de bola por jogo.
No jogo 5 das Semifinais de Conferência contra o Memphis Grizzlies, Steph se tornou o primeiro jogador na história da liga a fazer 6 bolas de três pontos e 6 roubadas de bola em um jogo. No jogo 6, ele bateu o recorde de bola de 3 pontos em um jogo de playoff com 8 arremessos convertidos de longa distância. No jogo 3 das Finais da Conferência contra o Houston Rockets, ele quebrou o recorde da NBA para mais bolas de três pontos feitos em uma única pós-temporada, passando Reggie Miller. Os Warriors derrotaram os Rockets e foram para o confronto final com o Cleveland Cavaliers, de LeBron James, onde o armador teve dificuldades ao iniciar a série, convertendo apenas 22% de seus arremessos de quadra no jogo 2. No jogo 5, ele marcou 37 pontos, e no jogo 6, Golden State fechou a série em 4-2 e ganhou seu primeiro campeonato depois de 40 anos. Nas finais, Curry obteve boas média de 26 pontos e 6,3 assistências por jogo.
MVP Unânime (2015-16)
Para iniciar a temporada 2015-16, Curry se tornou o primeiro jogador desde Michael Jordan em 1989-90 a marcar 118 pontos nos três primeiros jogos de sua equipe na temporada regular, os 53 contra o Pelicans na última dessas três partidas quase igualaram seu carrer-high da época de 54 pontos contra o New York Knicks em 2013. Com 24 pontos e 9 assistências, ajudou o Warriors a fazer história na NBA em 24 de novembro de 2015 ao vencer o o Lakers de Kobe Bryant por 111-77 e se tornar o primeiro time da liga a começar o campeonato com 16 vitórias consecutivas (16-0), ultrapassando o Washington Capitols de 1948-49 e o Rockets de 1993-94 (15 vitórias). A equipe de Oakland aumentou o recorde para 24-0 no dia 11 de dezembro com uma vitória sobre o Celtics em que o armador fez 38 pontos e 11 rebotes, antes de finalmente ter sua sequência quebrada no dia seguinte contra o Milwaukee Bucks, perdendo por 108-95. Em 28 de dezembro, o camisa 30 registrou seu sexto triplo-duplo desde sua estreia no basquete profissional com 23 pontos, 14 rebotes (melhor marca da carreira no quesito) e 10 assistências no 122-103 sobre os Kings. Nesse jogo, Stephen jogou contra seu irmão Seth pela primeira vez na NBA. Em 22 de janeiro, ele fez seu segundo triplo-duplo da temporada (sétimo da carreira) com 39 pontos, 12 assistências e 10 rebotes no triunfo por 122-110 sobre o Indiana Pacers. Ele converteu 8 bolas do perímetro no jogo, chegando a marca de 200 na temporada, tornando-se assim o primeiro jogador da história da liga norte-americana a alcançar 200 bolas de três por quatro temporadas seguidas. Em 3 de fevereiro, fez 11 bolas do perímetro (incluindo sete no primeiro quarto) e marcou 51 pontos no jogo (batendo o recorde de 36 pontos no primeiro quarto) para liderar o Warriors contra o Washington Wizards a uma vitória por 134-121. Além de ter se tornado o líder em pontos em uma partida no Verizon Center (empatando com Gilbert Arenas e Michael Jordan), se converteu no primeiro da história da NBA a acertar 11 bolas de três em mais de um jogo.
A equipe californiana foi ao descanso devido ao All-Star Game com 48 vitórias e 4 derrotas, superando o Chicago Bulls de 1995-96 e o Philadelphia 76ers de 1966-67 (47 a 5) como a melhor marca nos 52 jogos iniciais já vista na competição. No evento amistoso, o armador jogou pelo Oeste pela terceira vez e se tornou o primeiro warrior a ser titular no All-Star três vezes seguidas desde Rick Barry (1974, 1975 e 1976). Fez 26 pontos, 5 rebotes e 6 assistências na vitória por 196-173 contra o Leste e competiu no Torneio de Três Pontos, onde perdeu na última rodada para um companheiro de equipe, Klay Thompson no caso.
Curry acertou 10 cestas de três e marcou 51 pontos contra o Orlando Magic no dia 25 de fevereiro, sendo o primeiro a anotar 50 pontos ou mais em 3 jogos diferentes em uma temporada desde LeBron James e Dwyane Wade em 2008-09 e a superar a marca de Kyle Korver de 127 jogos consecutivos convertendo pelo menos uma bola de 3 pontos. O jogador adversário Victor Oladipo disse após a partida que o armador "apenas fez com a gente o que tem feito com todo mundo". No jogo seguinte, o Warriors derrotou o Oklahoma City Thunder na prorrogação graças a um arremesso do camisa 30 do meio da quadra com 0,6 segundos restantes em plena Chesapeake Energy Arena, esse arremesso o transformou no recordista de bolas de 3 pontos certas em uma única partida da liga (12, empatando com Kobe Bryant e Donyell Marshall). Foram 46 pontos, 6 assistências e um impressionante aproveitamento de 75% nas bolas de longa distância na noite em que o estadunidense também quebrou seu próprio recorde de bolas do perímetro em uma única temporada (deixando a nova marca em 288) e foi publicamente elogiado por LeBron James, com o astro americano afirmando que em redes sociais que "nunca viu ninguém como ele na história do basquete". Jogando contra o Magic, a jararaca foi fundamental para os comandados de Kerr conseguirem ultrapassar os Bulls entre 1995-1996 e se tornarem o time que mais venceu jogos seguidos dentro de casa na NBA (45 até então). O armador fez 41 pontos e 13 rebotes, estabelecendo a marca de primeiro jogador da história da competição a acertar 300 bolas de três pontos em uma temporada regular. Curry iniciou o mês de abril chutando uma bola do perímetro a 5,3 segundos do fim de um jogo contra o Celtics, ela teria empatado a partida mas ele falhou e a franquia foi derrotada dentro da Oracle Arena pela primeira vez em mais de 14 meses, terminando um recorde da competição de 54 vitórias seguidas em casa. Os dubs venceram o San Antonio Spurs, vice-líder da conferência, 10 dias depois por 92-86 com Steph sendo essencial tendo 37 pontos, 5 assistências, 5 rebotes, 2 roubos de bola e 59% de acerto nos arremessos contra a defesa mais eficiente da época. Dessa forma, a equipe do brinquedinho assassino impôs a primeira e única derrota dos pentacampeões no AT&T Center na temporada 2015-16 antes dos playoffs e a primeira vitória do Warriors lá desde fevereiro de 1997.

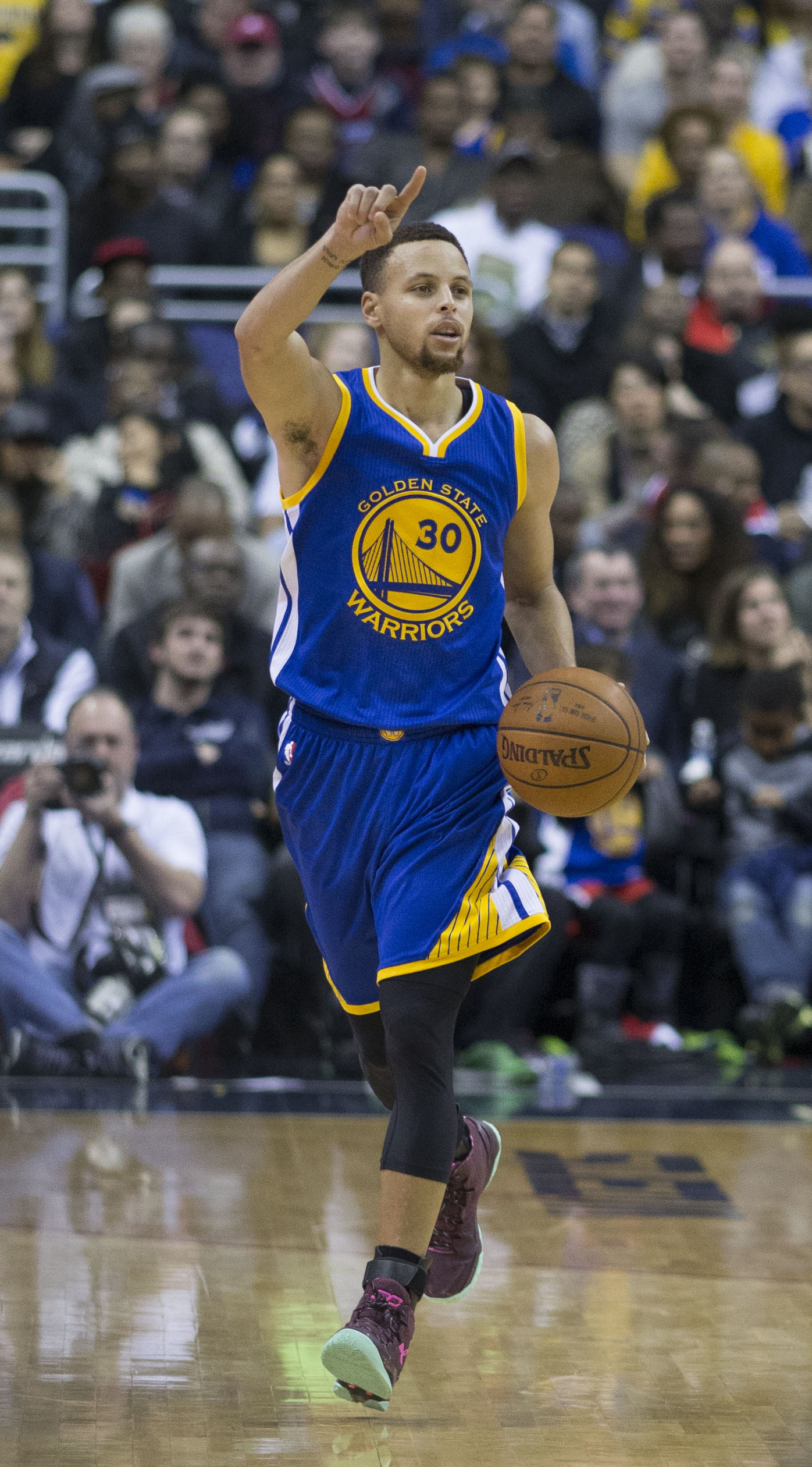
Steph em 2016. O brinquedinho assassino fez história, ao ser o primeiro jogador a ser escolhido de forma unânime como o melhor da temporada na NBA.

No último jogo da temporada regular, agora contra o Memphis Grizzlies em 13 de abril, o armador teve 62,5% de acerto em chutes com incríveis 46 pontos (30 deles por cestas de três), 6 assistências e 4 rebotes atuando somente na primeira meia hora da partida. Sendo assim, tornou-se o primeiro jogador a converter mais de 400 bolas de 3 em uma temporada, estabelecendo o recorde individual em 402. Após o triunfo por 125-104 naquela noite, a campanha do Golden State Warriors de 73 vitórias e 9 derrotas foi consagrada como a melhor da história da NBA, superando o recorde de 72-10 do Chicago Bulls de Jordan em 1995-96. Com a conclusão da edição, Curry tornou-se o sétimo jogador da história da NBA a se juntar ao clube 50–40–90, um seleto grupo da liga formado por aqueles que obtiveram 50% ou mais de aproveitamento nos arremessos de quadra (.504), 40% ou mais de aproveitamento nos arremessos de três pontos (.454), e 90% ou mais de aproveitamento nos lances livres (0.908), durante uma temporada regular inteira. Além disso, ele foi eleito MVP de forma unânime, o primeiro na história a ganhar o prêmio com 100% dos votantes de acordo. Considerando que já o havia vencido em 2014-15, se tornou o 11.º atleta a ser MVP da liga consecutivamente, o 2.º armador no século (ao lado de Steve Nash em 2004-05 e 2005-06) e o 1.º por sua franquia.
Mesmo com Curry só jogando o primeiro tempo dos confrontos 1 e 4 devido a uma lesão, o Golden State derrotou o Houston Rockets na primeira rodada dos playoffs por um agregado de 4-1. Com apenas 19 minutos em quadra antes da lesão no jogo 1, foi o cestinha da partida ao fazer 24 pontos e ainda pegar 7 rebotes, sentiu a falta de ritmo no jogo 4 e realizou somente 6 pontos e 5 assistências nos somente 18 minutos em que esteve em quadra. Uma lesão no ligamento colateral medial do joelho direito o tirou dos três primeiros duelos da segunda rodada (semifinais da conferência oeste) contra o Portland Trail Blazers. Com a aparente melhor física, a jararaca saiu do banco de reservas quando o time de Óregon vencia por 16-2 no jogo 4, ele fez 40 pontos, 8 assistências e 9 rebotes (todos a maior marca do time no confronto) para sua equipe conseguir sair vitoriosa por 132-125 na prorrogação, abrindo vantagem de 3-1 na série. 17 desses pontos vieram no período extra, um recorde na história da NBA para pontos marcados por um único jogador na prorrogação. Sendo o líder em assistências (11) e o segundo em pontos (29, atrás de Klay Thompson), o armador participou ativamente da vitória do Warriors por 125-121 contra os Blazers no jogo 5 e, por consequência, da classificação para as Finais da Conferência Oeste. Dando início a série contra o Oklahoma City Thunder, a franquia de São Francisco foi derrotada em uma virada diante de sua própria torcida mesmo com Curry sendo um dos melhores em quadra tendo 26 pontos, 10 rebotes e 7 assistências. O camisa 30 foi irregular nos três embates seguintes, se destacando com 17 pontos no terceiro quarto do jogo 2 mas tendo uma atuação apagada no jogo 4 com 6 desperdícios de posse e só 2 cestas de três pontos certas em 10 tentativas. Enquanto os dubs foram inconsistentes, Kevin Durant e Westbrook fizeram grandes partidas e o OKC abriu uma vantagem de 3-1 nesses duelos iniciais. Anotando 12 pontos nos 6 minutos finais, acertando 10 de 10 lances livres e conseguindo 31 pontos, 7 rebotes defensivos e 5 roubos de posse, o brinquedinho assassino garantiu a vitória por 118-111 em 26 de maio para evitar a eliminação de sua equipe e diminuir a desvantagem para 3-2. O placar agregado foi igualado em 3-3 dois dias depois em vitória por 108-101 com Klay Thompson acertando 11 bolas do perímetro (recorde da época em playoffs) e Steph próximo de um triple-double (31 pontos, 9 assistências e 10 rebotes) mesmo finalizando o primeiro quarto zerado. Como cestinha alcançando 36 pontos, Curry foi fundamental para o Golden State vencer o OKC por 96-88 no jogo 7 na Califórnia, ser campeão da Conferência Oeste, se classificar para sua segunda final de NBA seguida e fazer a 10.ª virada diferente vindo de desvantagem por 3-1 na história dos playoffs da liga.
Nas finais contra o Cleveland Cavaliers de LeBron James e Kyrie Irving, o desempenho de Curry sofreu uma queda drástica em relação ao nível que apresentou na temporada regular. Sua média de pontos foi de 30.1 para 22.6, distribuiu em média 3 assistências por jogo a menos e seu percentual de acerto de arremessos teve um decréscimo de 10,1%. Após não conseguir passar de 20 pontos nas três primeiras partidas e sua equipe ganhar no agregado por 2-1 com boas atuações de Shaun Livingston e Draymond Green, a jararaca fez 38 pontos (cestinha com 7 bolas do perímetro), 6 assistências e 5 rebotes no jogo 4 na Quicken Loans Arena, colocando o placar geral em 3-1 a favor dos dubs. A equipe de Ohio venceu os dois duelos seguintes com LeBron ultrapassando 40 pontos em ambos enquanto o Splash Brother fez 25 e 30 (11 bolas de três somadas) respectivamente, assim o placar da série ficou em 3-3. Diante da intensa vigilância dos visitantes no decisivo jogo 7, Steph marcou 17 pontos com somente 6 chutes certos de 19 que tentou, o aproveitamento geral de 31,6% e de 28,6% em cestas de três (4 de 14) representou uma queda de 18,8% e 16,8% comparado aos seus números antes dos playoffs se iniciarem. Com seu companheiro Klay também tendo dificuldades chutando (14 pontos acertando 6 de 17 tentativas), King James fazendo um triple-double (27 pontos, 11 rebotes e 11 assistências) e Irving acertando uma bola do perímetro para desempatar a 53 segundos do fim do jogo, o Golden State Warriors foi derrotado pelos Cavs e se tornou o primeiro time na história das finais da NBA a sofrer uma virada tendo vantagem de 3-1 em determinado momento. Meses depois, o próprio Curry confirmou que disputou as finais sem ter se recuperado totalmente das lesões no joelho e tornozelo sofridas ainda nos playoffs contra os Rockets, mas minimizou a situação dizendo que "estava em quadra tentando ajudar seus companheiros a vencer". Mesmo sem estar em condições físicas ideias e muito criticado pelo seu nível em tais jogos, ele quebrou o recorde de Danny Green de 27 cestas de três pontos feitas em uma única série em finais.
Dois campeonatos consecutivos (2016-18)
Para temporada 2016-17, o Golden State acertou com o ala Kevin Durant, ex-jogador do Oklahoma City Thunder (eliminado nas finais de conferência na temporada anterior pelo Warriors) e um dos melhores jogadores da NBA. Com 4 All-Star (Curry, Durant, Draymond Green e Klay Thompson) no elenco, muitos analistas questionaram a competitividade da liga. A intenção do time Oakland era formar uma "dinastia" que ganharia campeonatos por muitos anos. em 28 de outubro de 2016, sobre a vitória do New Orleans Pelicans chegou a 1 600 bolas de longa distância na carreira, tornando-se o 19.º jogador a ser o mais rápido a alcançar a marca. Em 4 de novembro, o recorde de 157 jogos seguidos de Curry na NBA fazendo pelo menos uma bola de três pontos foi quebrado durante a derrota dos Warriors por 117 a 97 para o Los Angeles Lakers, depois de ter um aproveitamento 0 de 10 nos tiros de longa distância. Ele havia convertido pelo menos uma cesta de três em todos os jogos da temporada regular desde 11 de novembro de 2014. Três dias depois, ele fez 13 bolas de 3 contra o New Orleans, estabelecendo o recorde de mais bolas de longa distância convertidas em único jogo. Steph teve um aproveitamento de 13-17 nos arremessos de 3 pontos contra os Pelicans em seu primeiro jogo de 40 pontos na temporada, terminando com 46 pontos na vitória por 116 a 106. Em 11 de dezembro, Curry fez duas bolas de três pontos contra o Minnesota Timberwolves para passar Steve Nash em 17.º na lista de maiores pontuadores do perímetro da NBA.
Com 14 pontos contra o Dallas Mavericks em 30 de dezembro, Steph (11 903) passou Purvis Short (11.894) no sétimo lugar na lista de maior pontuação pelo Golden State Warriors de todos os tempos. Em uma derrota para o Memphis Grizzlies em 6 de janeiro de 2017, Curry teve seu segundo jogo de 40 pontos na temporada e alcançou a marca de 12 000 pontos, tornando-se o sétimo jogador na história dos Warriors a marcar 12 000 pontos na carreira. Em 19 de janeiro, a "jararaca" foi escolhida como titular na equipe do All-Star da Conferência Oeste para o NBA All-Star Game de 2017, sua quarta participação (todas como titular). Em 2 de fevereiro, ele atingiu sua 200.ª bola tripla da temporada na vitória do Golden State por 133 a 120 sobre o Los Angeles Clippers, fazendo dele o primeiro jogador na história da NBA a ter 200 ou mais bolas de três pontos em cinco temporadas consecutivas. Em 5 de março, ele marcou 31 pontos e entrou para o top 10 na lista dos maiores pontuadores de 3 pontos de todos os tempos na NBA, em uma vitória por 112-105 sobre o New York Knicks. Curry acertou 5 bolas de três pontos, passando Chauncey Billups no 10.º lugar.

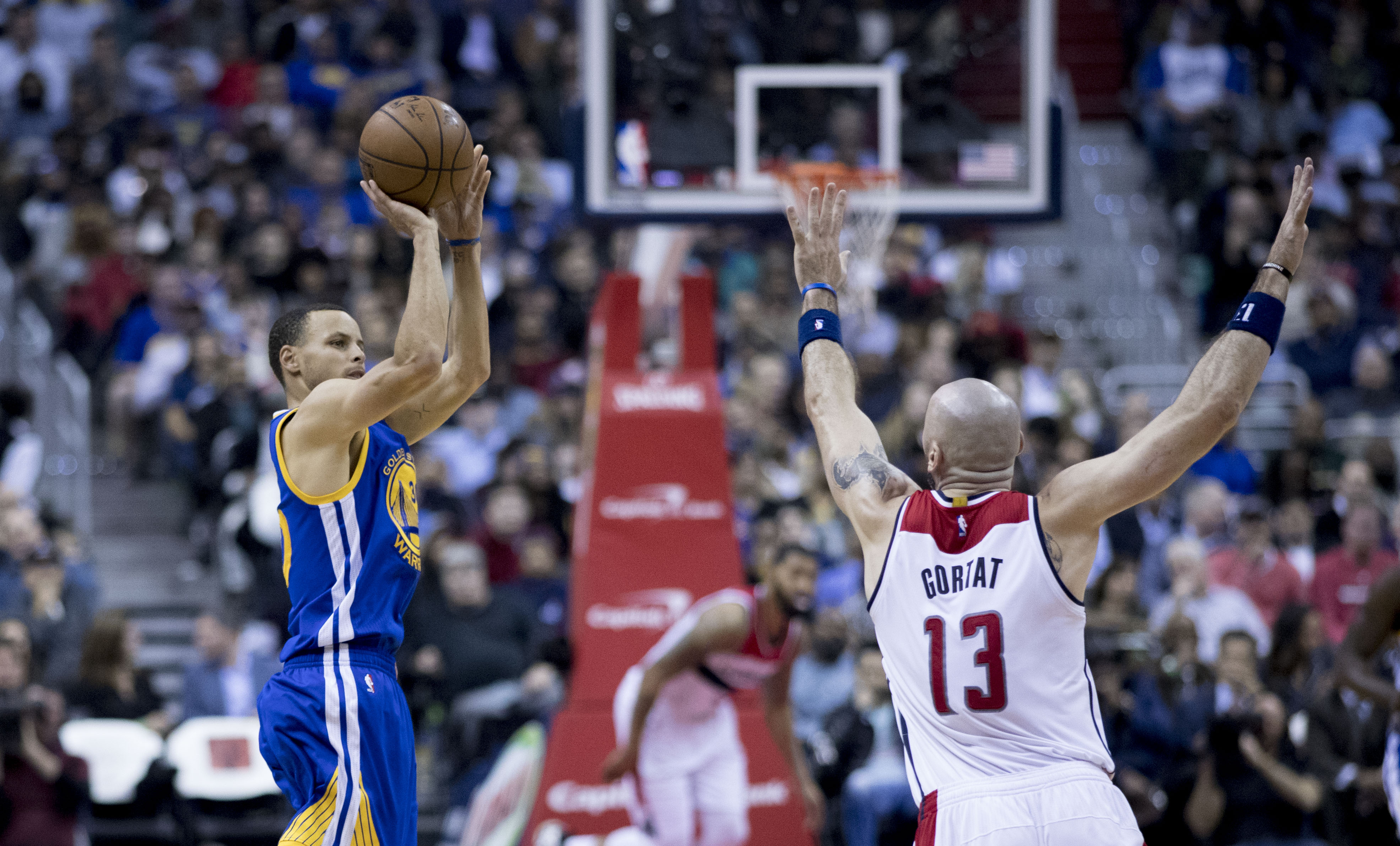
Curry arremessando sobre Marcin Gortat, em fevereiro de 2017.

Steph ajudou os Warriors a varrer as duas primeiras rodadas dos playoffs. No jogo 1 das Finais da Conferência Oeste contra o San Antonio Spurs, o armador marcou 40 pontos e acertou uma bola de 3 para empatar o jogo faltando 1:48 para ajudar o Golden State a vencer por 113-111; os Warriors superaram sua maior desvantagem no intervalo na pós-temporada, de 20 pontos. Em uma vitória de 120-108 no jogo 3,o jogador marcou 21 pontos e se tornou o líder da franquia em pontos na pós-temporada, passando Rick Barry. Eles abriram 3-0 na série, tornando-se o terceiro time na história da NBA a vencer seus 11 primeiros jogos de playoffs. Seus 36 pontos no jogo 4 levaram a franquia a uma vitória por 129 a 115, fazendo o time avançar para as finais da NBA pelo terceiro ano consecutivo, tornando-se o primeiro time na história da liga a começar os playoffs com um 12 a 0. No jogo 2 das Finais da NBA de 2017 contra o Cleveland Cavaliers, de LeBron James e Kyrie Irving, a jararaca registrou seu primeiro triplo-duplo na pós-temporada na carreira com 32 pontos, 11 assistências e 10 rebotes para ajudar os guerreiros de Oakland a abrir 2-0 na série com uma vitória de 132-113. Curry foi peça importante para o Golden State conquistar a série e o campeonato no jogo 5 (fechando a série em 4-1) com 34 pontos, 10 assistências e 6 rebotes, fazendo o time amarelo e ouro vencer seu segundo título em três anos.
Antes do começo da temporada 2017-18, em 1 de julho de 2017, Stephen Curry concordou uma renovação de contrato de US$ 201 milhões de dólares (R$ 665 milhões de reais, na época) por cinco anos com o Golden State Warriors, tornando-se o jogador mais bem pago da história da liga. Ele assinou oficialmente o contrato em 25 de julho. Em 1 de dezembro do mesmo ano, ele marcou 23 pontos e passou Jason Kidd na lista dos maiores pontuadores de 3 pontos na liga, se tornando o 8.º em toda a história, em uma vitória de 133-112 sobre o Orlando Magic. Em 4 de dezembro, em uma vitória de 125 a 115 sobre o New Orleans Pelicans, Steph acertou cinco bolas de longa distância, tonando-se o mais rápido jogador da NBA a atingir a marca 2 000 bolas de três pontos, alcançando a marca em apenas 597 jogos, 227 a menos do que o jogador anterior mais rápido, Ray Allen. Nesse mesmo jogo, o armador machucou novamente o tornozelo direito e, posteriormente, perdeu 11 jogos, retornando à ação em 30 de dezembro e, agressivo, marcou 38 pontos sendo 10 bolas de 3 pontos uma vitória de 141-128 sobre o Memphis Grizzlies. Steph teve um field goals (arremessos de quadra) de 13-17 e fez 10 bolas de 13 tentativas para 3 pontos em 26 minutos em seu nono jogo de 30 pontos da temporada. Esse também foi o nono jogo da carreira do Splash Brother com 10 ou mais bolas de 3, um recorde na história da liga.
Em 25 de janeiro, ele fez 25 pontos em uma vitória de 126 a 113 sobre o Minnesota Timberwolves. Steph se tornou o quinto jogador na história do Warriors a marcar 14 000 pontos, terminando o jogo com 14 023 e se juntando ao lendário Wilt Chamberlain (17 783), Rick Barry (16 447), Paul Arizin (16 266) e Chris Mullin (16 235) na lista da franquia. Em 27 de janeiro, ele marcou 49 pontos - com 13 deles com o jogo faltando 1:42 para acabar - e acertou oito bolas de 3 pontos, fazendo o Golden State triunfar sobre o Boston Celtics por 109-105. Em 22 de fevereiro, ele teve um desempenho de 44 pontos, com oito 3 bolas do perímetro em uma vitória por 134 a 127 sobre o Los Angeles Clippers. Foi seu terceiro jogo de 40 pontos da temporada. Em 2 de março, em uma vitória por 114-109 sobre o Atlanta Hawks, Curry fez sua 200.ª cesta de 3 pontos na temporada, tornando-se o único jogador da história da NBA com pelo menos 200 ou mais bolas triplas em seis temporadas, alcançou a marca em todas as temporadas desde 2012–13.
Em 23 de março, contra os mesmos Hawks, o armador sofreu uma entorse do ligamento colateral medial (LCM) de grau 2 no joelho esquerdo. Ele subsequentemente perdeu quase seis semanas, retornando à ação no segundo jogo da série da semifinal da conferência Oeste contra os Pelicans. Ele saiu do banco de reservas para marcar 28 pontos em uma vitória de 121 a 116. O Warriors venceu a série por 4-1. No jogo 3 das finais da Conferência Oeste, Steph marcou 35 pontos com cinco bolas de 3 pontos em uma vitória por 126-85 sobre o Houston Rockets, do então MVP e cestinha da temporada James Harden, abrindo 2-1 na série. A vitória de 41 pontos de vantagem foi a maior na história da franquia em playoffs. Com o Warriors pressionado no jogo 6 perdendo a série por 3-2, Curry marcou 29 pontos com cinco cestas de 3, com o Golden State se recuperando de uma desvantagem inicial de 17 pontos, evitando a eliminação com uma vitória de 115 a 86 sobre o Rockets, empatando a série em 3-3. No jogo 7 decisivo, o brinquedinho brilhou flertando com um triplo-duplo de 27 pontos, 10 assistências e 9 rebotes, fechando a série de virada e levando o Warriors para a sua quarta final da NBA consecutiva, batendo os Rockets por 101-92.
Nas finais, os Warriors enfrentariam LeBron James e seu Cleveland Cavaliers pela quarta vez seguida. No jogo 2 das finais, o astro do Warriors bateu o recorde de bolas de 3 pontos em único jogo das Finais, fazendo 9 bolas de longa distância e comandou a vitória de 122-103 com 33 pontos sobre o Cavs, abrindo 2-0 na série final e ofuscando a grande partida de LeBron. No jogo 4, com o Golden State em vantagem na série por 3-0, Curry foi o cestinha da partida com 37 pontos em uma vitória por 108-85 e sacramentou a varrida (4-0) do time de Oakland sobre o Cleveland, conquistando o terceiro título em quatro anos dele e dos guerreiros da Bay Area. Muitos achavam que ele deveria ter ganho o prêmio de MVP das Finais (prêmio que ele não tinha na liga), que ficou com seu companheiro de equipe Kevin Durant. Em resposta, Curry declarou: "No final do dia, eu não vou deixar um troféu [Finals] MVP definir minha carreira. Três títulos ... Onde quer que nos coloque na conversa na história da NBA ... eu sou um tricampeão." Rohan Nadkarni da revista Sports Illustrated argumentou que "a dinastia do Golden State começou com Stephen Curry. Ele, por inúmeras razões que se estendem desde o seu incrível talento até as lesões anteriores no tornozelo, liderou os Warriors para conquistar seu terceiro campeonato em quatro temporadas".
Temporada 2018–19
Para a temporada 2018–19, o Golden State Warriors contratou o pivô DeMarcus Cousins, do New Orleans Pelicans. Com a vinda de Cousins, um dos melhor pivôs da liga, aumentou ainda mais as discussões de falta de competitividade da liga pelo fato do time de Oakland agora ter 5 jogadores All-Stars (Curry, Green, Thompson, Durant e Cousins), apesar do pivô vir machucado no tendão de Aquiles com previsão de volta apenas da metade pro fim da temporada regular. Em 21 de outubro de 2018, Steph fez 30 pontos e seis bolas de 3 pontos em uma derrota por 100-98 para o Denver Nuggets, passando Paul Pierce em sexto lugar na lista de maiores pontuadores de bolas de 3 na história da NBA. Três dias depois, ele marcou 51 pontos com 11 bolas de longa distância em apenas três quartos em uma vitória por 144-122 sobre o Washington Wizards. Ele marcou 31 no primeiro tempo e terminou com seu sexto jogo de 50 pontos na carreira e fez 10 ou mais bolas de 3 pela 10.ª vez. A terceira bola tripla de Curry da noite o fez passar o australiano Jamal Crawford (2.153) ao quinto lugar na lista de maiores pontuadores de 3. Ao longo dos primeiros sete jogos da temporada, ele fez pelo menos cinco bolas de 3 pontos em todos os sete jogos, quebrando o recorde de seis jogos consecutivos de George McCloud durante a temporada 1995–96. Os guerreiros da Bay Area começaram a temporada com um recorde de 10-1. Em 8 de novembro contra o Milwaukee Bucks, o armador deixou o jogo durante o terceiro quarto com uma lesão na virilha e os Warriors não puderam se recuperar em uma derrota por 134 a 111. Sem Curry, os Warriors caíram para 12-7 em 21 de novembro, depois de enfrentar sua primeira série de derrotas por quatro jogos seguidos desde março de 2013. Os Warriors terminaram novembro com um recorde de 15-8, com Curry machucando a virilha esquerda deixando-o de fora por 11 jogos consecutivos. Após isso foi questionado como o Warriors sofria sem Curry, mais ainda do que sem Kevin Durant, considerado segundo melhor jogador do mundo (atrás de LeBron James).

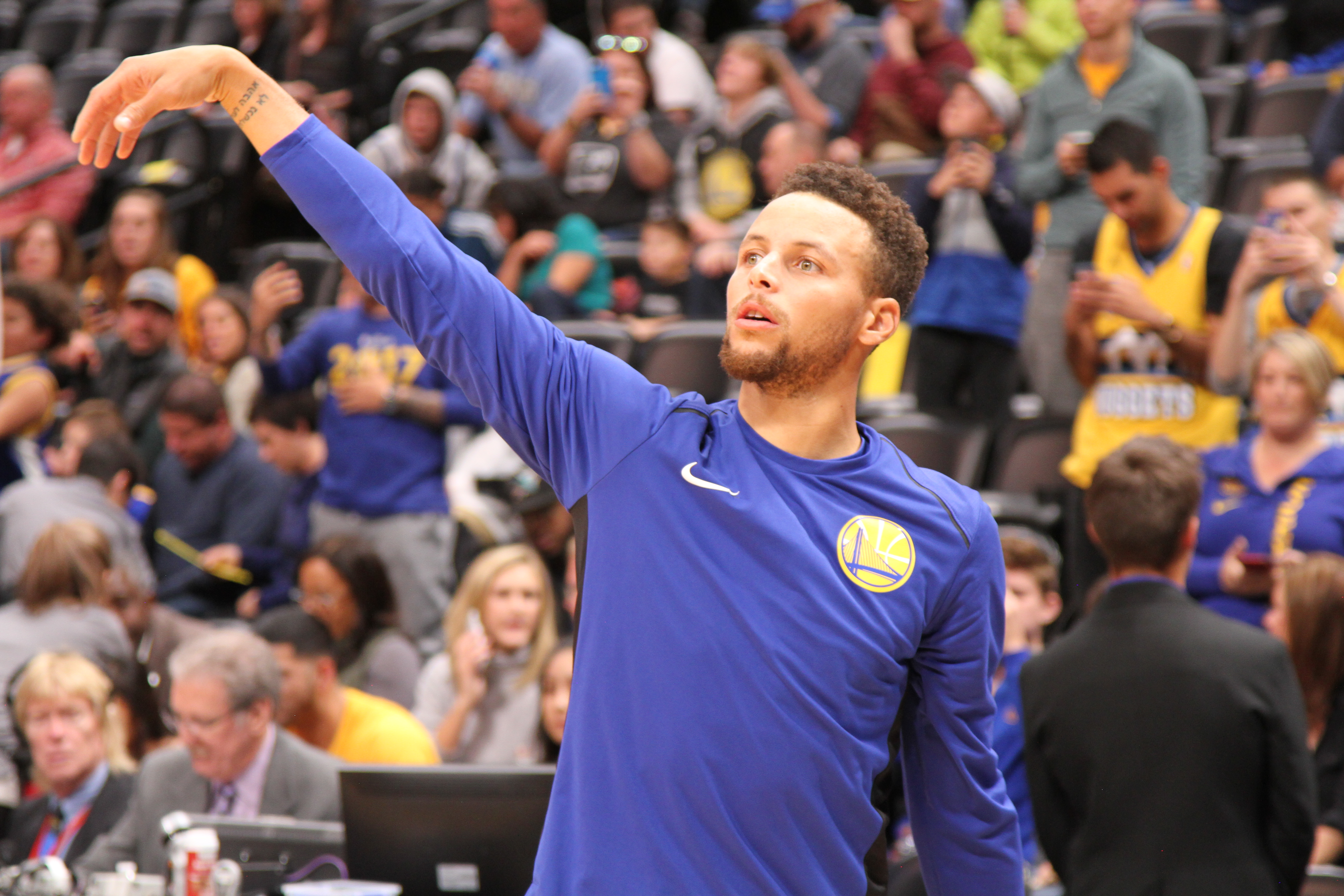
Steph em novembro de 2017.

Apesar dos 27 pontos de Stephen em seu retorno ao roster em 1 de dezembro, o Golden State foi derrotado por 111 a 102 para o Detroit Pistons. Em 17 de dezembro, ele marcou 20 pontos na vitória por 110-93 sobre o Memphis Grizzlies, tornando-se apenas o quinto jogador na história dos Warriors a marcar 15 000 pontos durante a temporada regular, juntando-se a Wilt Chamberlain (17 783), Rick Barry (16.447), Paul Arizin (16 266) e Chris Mullin (16 235). Em 23 de dezembro, ele marcou 42 pontos e fez uma bandeja, faltando 0,5 segundo para o fim da partida, fazendo a cesta da vitória do Warriors por 129 a 127 sobre o Los Angeles Clippers. Em 11 de janeiro, em uma vitória 146-109 sobre o Chicago Bulls, o Splash Brother fez cinco bolas de 3 pontos para superar Jason Terry (2.282) e passar para o terceiro lugar na lista de maiores pontuadores de 3 de todos os tempos na história da NBA atrás de Ray Allen (2.973) e Reggie Miller (2.560). Dois dias depois, ele marcou 48 pontos e marcou 11 bolas do perímetro em uma vitória por 119 a 114 sobre o Dallas Mavericks. Em 16 de janeiro, ele marcou 41 pontos com nove bolas de 3 pontos para se tornar o primeiro jogador na história da NBA a fazer oito ou mais bolas de longa distância em três jogos seguidos, com os Warriors derrotando os New Orleans Pelicans por 147-140. Em 16 de março contra o Oklahoma City Thunder, Curry chegou a 16 000 pontos na carreira. Em 5 de abril, ele marcou 40 pontos em uma vitória por 120 a 114 sobre o Cleveland Cavaliers, passando Paul Arizin no terceiro lugar na lista de maiores pontuadores de todos os tempos do Golden State Warriors.
Os Warriors entraram nos playoffs como a primeira colocação na Conferência Oeste com um recorde de 57-25. No primeiro jogo da série de playoffs dos Warriors contra o Clippers, Steph marcou 38 pontos e fez oito bolas de 3, batendo o recorde de bolas do perímetro na história dos playoffs, superando Ray Allen (385). Ele também fez 15 rebotes e 6 assistências na vitória por 121 a 104. O GS ganhou a série do Clippers por 4-2 e avançou na pós-temporada. No sexto jogo das semifinais de conferência, Steph fez 33 pontos, depois de não pontuar no primeiro tempo, nos últimos dois quartos para ajudar os Warriors a eliminar o Houston Rockets (novamente por 4-2 na série), do então atual MVP James Harden e Chris Paul, com uma vitória de 118 a 113 e avançar para as finais da Conferência Oeste. Stephen teve uma média de 36,5 pontos na série de final de conferência, levando os Warriors a varrer o Portland Trail Blazers, sem Kevin Durant que saiu lesionado no jogo 5 da série contra os Rockets. Foi a maior média de um jogador em uma varrida de quatro jogos na história da NBA. Na última partida, o Brinquedinho assassino anotou um triplo-duplo com 37 pontos, 13 rebotes e 11 assistências, ainda sem Durant, numa vitória depois de prorrogação de 119-117. Ele e Draymond Green se tornaram os primeiros companheiros de time da história da liga a ter um triplo no mesmo jogo de playoff. Curry se tornou o sexto jogador na história da NBA a marcar 35 ou mais pontos nos primeiros quatro jogos de uma série. Nas finais, os Warriors iriam enfrentar o Toronto Raptors (pela primeira vez na final), de Kawhi Leonard. No jogo 3 das finais, o Warriors ainda não contava com Durant e tinha perdido Klay Thompson no jogo anterior também por lesão. Steph jogou praticamente "sozinho", marcou 47 pontos, 8 rebotes e 7 assistências, mas não evitou a derrota por 123 a 109 para o Toronto Raptors, numa grande atuação do time do Canadá. O time de Toronto abrira 2-1 na série final. Após perderem o jogo 4 em Oakland, o Golden State precisava vencer no Canadá para não perder o título. No jogo 5, Stephen ajudou os Warriors a evitar a eliminação com 31 pontos em uma vitória por 106-105, reduzindo assim a liderança da série Raptors para 3–2. Kevin Durant, que tinha ido jogar no sacrifício, mesmo lesionado, sofreu uma nova lesão (mais grave no tendão de Aquiles) no começo do segundo quarto, após ter feito 11 pontos no primeiro. Stephen fez uma cesta decisiva para empatar a partida a menos de 2 minutos do fim do jogo. No jogo 6, na Califórnia, o Warriors precisava da vitória para continuar sonhando com o título. Steph marcou 21 pontos, mas teve um aproveitamento ruim nos arremessos de quadra, convertendo apenas 6 de 17 e somente 3 de 11 em bolas de 3 pontos, incluindo errando uma decisiva que fariam os Warriors virarem a partida a menos de um 1 minuto para o estouro do cronômetro. Klay Thompson, que fazia grande partida e comandava o ataque do Warriors, caiu feio depois de sofrer uma falta de Danny Green no fim do terceiro quarto. Foi para os vestiários carregado, porém voltou para bater os lances livres. Sem Klay, e com Curry abaixo, o Golden State sucumbiu aos Raptors e deram adeus a dinastia. Derrota por 114 a 110 e Toronto fechara a série em 4 a 2 na última partida dos Warriors na Oracle Arena.
Temporada 2019-20
Esperava-se que Steph assumisse uma carga ofensiva maior na temporada 2019–20, com Klay Thompson lesionado e Kevin Durant deixando o Warriors para jogar no Brooklyn Nets. Em 30 de outubro de 2019, contra o Phoenix Suns no quarto jogo da temporada, Curry fez uma infiltração até a cesta e colidiu com Aron Baynes, do Suns, que estava tentando bloqueá-lo. Baynes caiu em cima da mão esquerda do armador do Warriors, o que exigiu uma cirurgia para reparar seu segundo metacarpo do dedo indicador da mão esquerda que tinha sido quebrado. Foi estimado um tempo de recuperação de pelo menos 3 meses. Em 5 de março de 2020, quase cinco meses depois da lesão, Curry retornou contra o Raptors e fez 23 pontos, 6 rebotes e 7 assistências na derrota dos Warriors por 121 a 113. Ficou de fora dos dois jogos seguintes. Logo depois, a NBA paralisou suas atividades devido à Pandemia de COVID-19 no dia 11 de março. O retorno dos jogos só foi anunciado quase três meses depois, no dia 4 de junho, apenas com jogos das 16 equipes que estavam na zona de classificação aos playoffs e as outras 6 equipes que ainda tinham chances de irem ao mata-mata. Como o Golden State Warriors estava fazendo a pior campanha da liga, a temporada acabou ali para o time da Califórnia e também para o Brinquedinho Assassino, que somou apenas 5 jogos, de 65, que sua equipe disputou em toda a temporada.
Temporada 2020-21
A temporada 2020-21 seria uma temporada atípica em função da Pandemia de COVID-19 que ainda se fazia presente no planeta. O GSW teve a segunda escolha do Draft de 2020, selecionando o jovem pivô James Wiseman. Além disso, Steph e o Warriors viram sua temporada perder muita esperança em função da nova grave lesão do segundo Splash Brother, Klay Thompson, que teria seu retorno após passar 1 ano se recuperando de uma lesão no joelho. Klay rompeu o tendão de Aquiles (considerada a pior lesão para um jogador de basquete) um dia antes do draft e foi anunciado que ele perderia mais uma temporada machucado. Draymond Green também iria perder os primeiros jogos em função de uma lesão no pé.
Apesar das dificuldades, Curry começou bem a temporada diferente do restante do time. Após ser muito questionado pelos jornalistas e pelas redes sociais, ele respondeu logo no sexto jogo da temporada na vitória de 137 a 122 contra o Portland Trail Blazers no dia 3 de janeiro de 2021. Steph bateu seu recorde de pontos na temporada regular que era de 54 pontos, fazendo 62 pontos, sendo 8 bolas de 3. Estabelecendo o novo recorde de pontos do recém-inaugurado Chase Center, nova casa dos Warriors. Aos 32 anos e 295 dias, Curry se transformou no 2.º jogador mais velho da história a fazer um jogo de mais de 60 pontos, atrás apenas de Kobe Bryant, que se despediu das quadras com exatos 60 pontos diante do Utah Jazz, aos 37 anos e 234 dias. Além de ter batido seu próprio recorde em lances livres, convertendo 18 de 19. Curry também apanhou 5 rebotes e distribuiu 4 assistências nessa partida histórica.
No dia 23 de janeiro de 2021, Stephen ultrapassou o lendário Reggie Miller, ídolo do Indiana Pacers, na lista de mais bolas de 3 convertidas na história da liga chegando ao 2.º lugar no ranking, perdendo apenas para Ray Allen. Curry alcançou a marca ao converter a quarta das cinco bolas de três que acertou na derrota contra o Utah Jazz, fechando o dia com 2 562 acertos, dois a mais do que Miller. Após o feito o astro dos Pacers gravou uma chamada de vídeo ao lado de seu filho com o armador do Warriors, aonde o felicitou pela marca: "Você é uma inspiração para tantos garotos, como o meu aqui. Estou muito orgulhoso de todo o trabalho porque sei o que isso significa. Eu conheço as incontáveis horas em que é fácil sair com seus meninos, ir às baladas, dormir, fazer outras coisas, mas você está no ginásio fazendo seu trabalho.", disse Reggie. Curry respondeu dizendo "Tentar viver essa energia competitiva, o trabalho que vem, a valorização de cada jogo que faço, arremessar a bola neste nível, seguir seus passos nesse aspecto significa muito".
Além de Reggie outros jogadores parabenizaram o camisa 30 pelo feito, através de suas respectivas redes sociais. Astros como LeBron James, Chris Paul, Klay Thompson, entre outros.
O astro do Golden State foi eleito para seu sétimo NBA All-Star Game (todas como titular) no mês do março. Ele também iria participar do NBA Three-Point Contest (Torneio de 3 pontos do All-Star) pela 7.ª vez na carreira. Steph foi escolhido por LeBron James para seu time no jogo das estrelas. Seria a primeira vez que os dois jogadores que mais impactaram a liga nos últimos 10 anos iam jogar juntos. No torneio de 3 pontos, o armador levou o título com 28 pontos na rodada final, contra 27 do armador do Utah Jazz, Mike Conley. Foi a segunda vez na carreira que ele ergueu o troféu de maior arremessador do perímetro no All-Star Weekend da NBA. A vitória foi graças a uma cesta bônus convertida no último arremesso da final. No jogo das estrelas, o Time LeBron venceu o Time Giannis por 170-150 com Steph fazendo grande partida e convertendo várias bolas do logo e uma do meio da quadra.
No dia 15 de março de 2021, o camisa 30 se tornou o jogador que mais deu assistência na história do Golden State Warriors. Foi na derrota de 128 a 97 para o Los Angeles Lakers, de LeBron James. Curry deu apenas 2 assistências na partida, mas já foi o suficiente para bater a marca anterior de Guy Rodgers de 4.855 assistências. Com as duas daquela noite, Steph somou 4.856, uma a mais que Rodgers.
Em 12 de abril do mesmo ano, o armador bateu outro recorde em sua carreira. Curry precisava de 19 pontos para se tornar o maior pontuador do Golden State Warriors na partida contra o Denver Nuggets, no Chase Center. O recorde a ser batido era do lendário Wilt Chamberlain que contabilizava 17.765 pontos com as cores dos Warriors. A marca foi batida ainda no primeiro quarto da partida. O camisa 30 ainda fez 53 pontos na vitória de 116 a 107 do Golden State, fazendo 10 bolas de 3 pontos em 18 tentativas, terminando o jogo com 17.818 pontos na história da franquia. Foi a quinta atuação de 50 pontos do armador na carreira e a 18.ª vez que ele converteu dez ou mais bolas de três pontos em um jogo - recorde absoluto na NBA (o segundo colocado, Klay Thompson, tem 5 jogos). Além disso, ele tornou-se apenas o sétimo atleta da história da liga a registrar múltiplas partidas com 50 pontos ou mais na mesma temporada. Com essa marca alcançada, Curry se tornou o jogador com mais pontos, assistências e bolas de 3 pontos convertidas da história do Golden State Warriors.

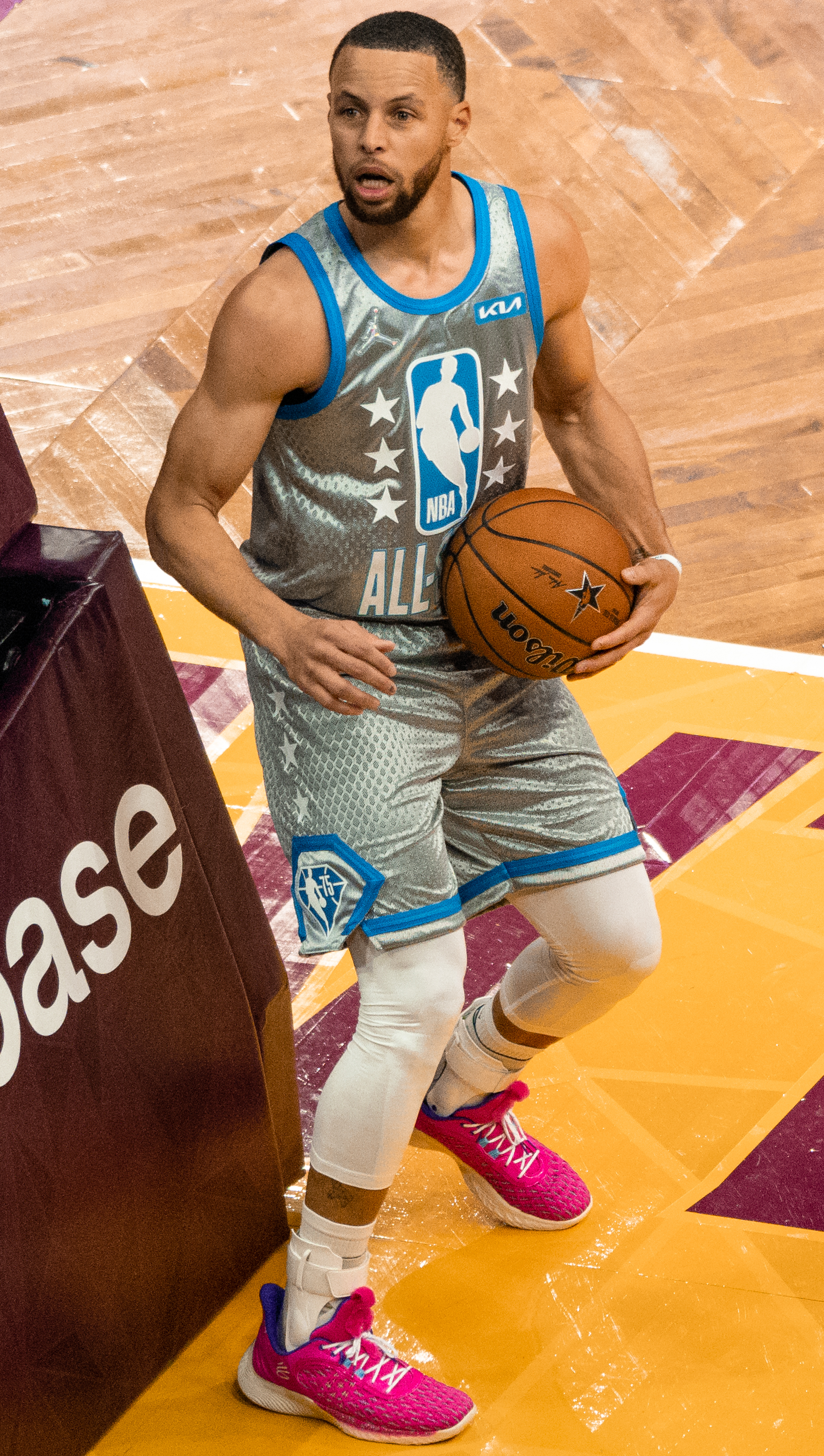
Curry no NBA All-Star Game de 2022.

No dia 25 de abril ele bateu mais um recorde da NBA. Curry se tornou o jogador com mais bolas de 3 em um mês da história. Na vitória sobre o Sacramento Kings de 117 a 113, o armador fez 37 pontos, com 7 bolas de 3 convertidas na partida, chegando a 83 naquele mês de abril e ultrapassou James Harden, quando atuava pelo Houston Rockets, que havia feito 82 bolas de 3 em novembro de 2019. Ele terminou o mês com 96 bolas de três, 14 a mais que o antigo recorde.
Ao final da temporada, o armador do Warriors teve médias de 32.0 pontos, 5.5 rebotes e 5.8 assistências por jogo, sendo o NBA Scoring Champion (cestinha da temporada) com sua melhor marca na carreira e também com a melhor média de rebotes na carreira. Com isso, Curry igualou Michael Jordan e se transformou no segundo jogador da história a ser o cestinha de uma temporada com 33 anos ou mais - a lenda do Chicago Bulls conseguiu o feito duas vezes, em 1996/1997, com 33 anos, e 1997/1998, com 34. Curry ficou em 2.º lugar na corrida para MVP da temporada, sendo superado por Nikola Jokić, pivô do Denver Nuggets, com Joel Embiid, pivô do Philadelphia 76ers ficando em terceiro.
O Golden State Warriors terminou a temporada na 8.ª posição da conferência Oeste com 39 vitórias e 33 derrotas, ficando na zona do "torneio play-in". Esse "torneio" configura-se onde o 7.º colocado enfrenta o 8.º. O vencedor já se garante nos playoffs para enfrentar o 2.º colocado da Conferência na temporada regular. O perdedor ainda não está eliminado. No mesmo dia, o 9.º colocado enfrenta o 10.º. O perdedor aqui é, de fato, eliminado. O vencedor se classifica para uma segunda rodada diante da equipe derrotada no outro confronto. Quem passar por esse duelo vai para os playoffs e fica de frente com o 1.º colocado da Conferência na temporada regular. Todos os jogos sendo únicos. O Golden State iria enfrentar o Los Angeles Lakers, de LeBron James e Anthony Davis no Staples Center, em Los Angeles. Steph fez uma partida histórica com 37 pontos, 7 rebotes, 3 assistências, 6-9 das bolas no perímetro, mas apesar disso o Warriors perdeu a partida por 100 a 103 após uma bola de 3 de muito longe de LeBron (sendo marcado por Curry) quando restavam 58 segundos para o fim, no estouro do relógio. Com a derrota, o Warriors teria mais uma chance de ir para os playoffs, onde iria enfrentar o vencedor do outro duelo, que seria o Memphis Grizzlies, da jovem estrela Ja Morant, na Chase Center em São Francisco. Apesar de o Golden State ser o favorito para partida e de Curry fazer mais uma atuação absurda de 39 pontos, 4 rebotes, 5 assistências em 47 minutos, o time da Califórnia foi superado pelos Grizzlies por 117 a 112 após o jogo ter ido para a prorrogação com uma atuação decisiva de Ja Morant e depois de Draymond Green ter tido a cesta da vitória nas mãos, mas errar o arremesso. Sendo assim, o Warriors e Curry foram eliminados dos play-offs naquela temporada que tinha sido turbulenta por conta da lesão de Klay Thompson antes do início da temporada.
Ao final da temporada 2020–21, no dia 3 de agosto de 2021, Stephen concordou em renovar o seu contrato com o Golden State Warriors onde ele assinaria por mais 4 temporadas e receberia um salário de US$ 215 milhões de dólares durante esse período. Com isso, Curry se tornou o primeiro e único jogador da história da NBA a assinar dois contratos de mais de US$ 200 milhões na carreira.

### Temporada 2021-22: Maior arremessador da história e MVP das Finais
Na temporada 2021–22, os Warriors contavam com a expectativa da volta do segundo ‘’Splash Brother’’, Klay Thompson, depois de 2 temporadas fora por lesão. Mesmo sem Klay, os Warriors começaram a temporada muito bem com 22 vitórias e 5 derrotas, liderando a conferência oeste da liga, com Steph liderando a corrida pelo prêmio de MVP.
Em 8 de novembro de 2021, Steph marcou 50 pontos, 10 assistências e 9 bolas de três pontos, em uma vitória por 127-113 sobre o Atlanta Hawks. Foi a primeira vez na carreira de Curry que ele marcou 50 pontos e 10 assistências no mesmo jogo, batendo o recorde de Wilt Chamberlain como o jogador mais velho na história a alcançar essa marca. Em 12 de novembro contra o Chicago Bulls, Curry se tornou o líder em arremessos de três pontos na carreira somando temporada regular e playoffs com 3 366, passando Ray Allen (3.358).
Após bater o recorde de mais bolas de 3 na história da liga, Steph quebrou mais dois recordes logo em seguida. Primeiro, no dia 28 de dezembro de 2021, ele se tornou o primeiro jogador na história da NBA a converter 3 000 bolas de 3 pontos na temporada regular. O recorde foi registrado em uma derrota de seu time para o Denver Nuggets, por 89 a 86. E no dia 1 de janeiro de 2022, o camisa 30 chegou a 158 jogos seguidos com no mínimo um arremesso de fora do perímetro convertido e estabeleceu a maior sequência da história da NBA. O recorde anterior era do próprio Curry, com 157 jogos seguidos. Em 75 temporadas, apenas Kyle Korver tem outra sequência de 100 ou mais jogos com uma bola de 3. A marca foi batida na vitória fora de casa dos Warriors sobre o Utah Jazz, Steph anotou ainda 28 pontos, 9 assistências e 6 rebotes, além de uma sequência fundamental no 4.º período que praticamente garantiu a vitória dos Warriors, que se consolidou como melhor time da NBA na temporada com 28 vitórias e 7 derrotas.
Em 21 de janeiro de 2022, Curry acertou seu primeiro game-winning buzzer-beater (cesta da vitória no estouro do crônometro) da carreira em uma vitória por 105-103 sobre o Houston Rockets, em uma noite em que ele fez 22 pontos e 12 assistências. A cesta foi com o jogo empatado em 103 a 103, faltando 5.1 segundos para o fim do último quarto. O camisa 30 recebeu um lateral de Otto Porter Jr. e aplicou seu famoso stepback em cima de Kevin Porter Jr. matando a última bola e garantido mais dois pontos e a vitória para o Warriors no Chase Center.
Steph foi eleito titular para seu oitavo NBA All-Star Game, realizado em 20 de fevereiro em Cleveland. Curry foi escolhido por LeBron James para o time dele, o Team LeBron derrotou o Team Durant por 163-160. Curry marcou 50 pontos (apenas 2 pontos abaixo do recorde do All-Star Game estabelecido por Anthony Davis em 2017); ele também estabeleceu o recorde de maior número de arremessos de três pontos feitos em um quarto (6), tempo (8) e jogo (16), e foi nomeado o MVP do All-Star Game pela primeira vez na carreira. Ele foi o primeiro jogador da história a receber o Troféu Kobe Bryant de melhor jogador do jogo das estrelas. Em 10 de março, Curry marcou 34 pontos na vitória por 113-102 sobre o Denver Nuggets. Ele se tornou o 49.º jogador na história da NBA a acumular 20 000 pontos na carreira em temporada regular. Em 16 de março, em uma derrota por 110-88 para o Boston Celtics, o armador sofreu uma torção no ligamento do pé esquerdo depois de disputa de bola com o armador de Boston, Marcus Smart que mergulhou para pegar a bola e caiu em cima do tornozelo de Curry e foi noticiado que ele ficaria fora por tempo indeterminado. Curry acabou perdendo os últimos 28 jogos da temporada regular. O Golden State Warriors terminou a temporada com 53 vitórias e 29 derrotas, ficando no 3.º lugar da conferência oeste. Stephen terminou a temporada com médias de 25,5 pontos, 5,2 rebotes e 6,3 assistências, sendo o líder em bolas de 3 convertidas na temporada pela 7.ª vez na carreira, com 285 bolas acertadas do perímetro. Além disso foi o segundo melhor em aproveitamento nos lances livres na temporada regular com 92,3% (275-298) de acertos, ficou atrás apenas de Jordan Poole, seu companheiro de Golden State que acertou 92,5% (246-266).
Na primeira rodada dos playoffs, os Warriors iriam enfrentar o Denver Nuggets, do MVP da temporada regular Nikola Jokić. O time do camisa 30 venceu a série por 4-1. Nas semifinais da Conferência Oeste, os Warriors enfrentariam o Memphis Grizzlies de Ja Morant. No dia 9 de maio, no jogo 4, Curry se tornou o primeiro jogador na história da NBA a fazer 500 bolas de 3 pontos nos playoffs na carreira. Golden State venceu a série por 4-2. Durante as finais da Conferência contra o surpreendente Dallas Mavericks, de Luka Dončić, que venceu o Phoenix Suns (1.º colocado na temporada regular) em 7 jogos, Stephen teve médias de 23.8 pontos, 6.6 rebotes e 7.4 assistências por jogo. O time de San Francisco venceu a série em cinco jogos, Curry foi nomeado o vencedor unânime e inaugural do prêmio de MVP das finais da Conferência Oeste, levando o Troféu Magic Johnson pela primeira vez na história da liga.

"Eu agradeço a Deus por poder jogar esses jogos no mais alto nível com todas essas pessoas maravilhosas. Nós sabemos o que isso significa, ganhar esse campeonato, depois do que aconteceu nos últimos três anos. No início da temporada, nós não sabíamos como seria, exceto pelas pessoas nessa quadra agora. É muito surreal."
 
- Steph Curry, após o ganhar o MVP das finais e seu quarto título da NBA.

Nas Finais da NBA, Steph e os Warriors encarariam o Boston Celtics, campeão da Conferência Leste em cima do Miami Heat. Boston vinha de duas séries de 7 jogos e Golden State tinha o mando de quadra. Boston venceu o primeiro jogo na Chase Center por 120-108 mesmo com Curry fazendo 34 pontos e 7 bolas de 3. No segundo jogo, ainda na Califórnia, o armador fez 29 pontos, sendo 5 bolas de fora e liderou a vitória de GS por 107 a 88. Quando a série foi para Boston, no terceiro jogo, o time verde saiu vitorioso por 116-100, colocando os Warriors contra a parede novamente e abrindo 2-1. Curry manteve o bom nível e a mão calibrada com 31 pontos e 6 bolas do perímetro. Em 10 de junho, no jogo 4, Steph fez 43 pontos, 10 rebotes e 4 assistências na vitória por 107-97 sobre os Celtics para igualar a série em 2-2. Foram 7 bolas de fora em 14 tentadas após ouvir provocações da torcida de Boston dizendo que sua esposa, Ayesha, não sabia cozinhar (brincadeira pelo fato de Ayesha ter um programa de culinária na TV). Ele se tornou o primeiro jogador na história da NBA a fazer 5 ou mais bolas de 3 em quatro jogos consecutivos das finais. Além disso, Curry (aos 34 anos, 88 dias) também se tornou o segundo jogador mais velho na história das finais da NBA a registrar um jogo de 40 pontos e 10 rebotes atrás apenas de LeBron James em 2020 (aos 35 anos, 284 dias). No jogo 5 das finais, de volta na Chase Center, a jararaca ultrapassou a lenda de Boston, John Havlicek como o 10.º na lista de mais assistências de todos os tempos nas finais. Nessa partida a sequência de bolas de 3 consecutivas de Stephen em jogos de playoffs na carreira foi encerrada. Até ali, o camisa 30 tinha acertado pelo menos uma bola de fora em todos os jogos de pós-temporada que tinha participado na carreira (132). Steph tentou 9 bolas de três e errou as nove. Apesar disso, ele contribuiu com 16 pontos, 4 rebotes e 8 assistências dando a vitória para Golden State de 104-94, abrindo 3-2 e indo para Boston podendo fechar a série. No jogo 6 das finais em Boston, Curry voltou a acertar as bolas de fora (acertou 6-11) e ainda marcou 34 pontos junto com 7 rebotes, 7 assistências e levou os Warriors a uma vitória por 103-90 para fechar a série em 4-2 sobre os Celtics. Nos segundos finais de partida, o armador caiu no choro dentro de quadra pela emoção de sua quarta conquista da NBA, fato que não tinha ocorrido nas últimas 3 vezes em que foi campeão. Após a partida, Stephen foi eleito MVP das finais da NBA por unanimidade pela primeira vez em sua carreira, depois de uma média de 31,2 pontos, 5,8 rebotes, 5,0 assistências, 2,0 roubadas de bola e 7,7 bolas de 3 por jogo com aproveitamento de 48% de aproveitamento de quadra em geral e 44% de três pontos. Sendo o quarto título em 8 anos, sendo protagonista em praticamente todos os títulos, Curry agora entrava de vez na discussão em estar entre os 10 maiores jogadores da NBA de todos os tempos.
Maior arremessador de todos os tempos

"É meio louco de pensar. Crescer no ambiente da liga, assistir ao meu pai jogar. Minha família indo aos jogos do antigo Hornets e eu tendo grandes sonhos sobre arremessar a bola de basquete e um dia, com sorte, jogar neste nível. Fazer isso aqui, no Madison Square Garden, na frente deste cara bem aqui [Ray Allen] e do Reggie [Miller, recordista antes de Allen] e tudo que o basquete significa para mim, é especial."
 
- Steph Curry, após o termino da partida onde se tornou o maior cestinha de bolas de 3 na história da NBA.

Curry terminou a temporada anterior faltando 141 bolas de 3 pontos para bater o recorde histórico de Ray Allen como o jogador com mais bolas de fora convertidas na história da temporada regular da NBA (nos playoffs ele já era o recordista), Allen tem 2 973 cestas do perímetro convertidas na carreira. E foi no dia 14 de dezembro de 2021 que a marca que o “oficializava” como o maior arremessador que o basquete já viu chegou, apenas no 28.º jogo da temporada. Steph chegava para jogar no Madison Square Garden, considerado a “Meca” do basquetebol, para enfrentar o New York Knicks faltando apenas uma bola de 3 para igualar Allen e duas para ultrapassá-lo. Com as presenças do próprio Ray, de Reggie Miller (o terceiro da lista), de seu pai, de sua mãe e de inúmeras celebridades e faltando 7:34 para o fim do primeiro quarto de jogo, o camisa 30 recebeu a bola de Andrew Wiggins para acertar a segunda de suas cinco bolas de 3 que iria acertar na partida. Logo após a bola entrar na cesta foi pedido um tempo na quadra. Com o ginásio todo comemorando o feito, Steph emocionado abraçou todos os seus companheiros de equipe incluindo a comissão técnica, abraçou Ray Allen, Reggie Miller, Dell Curry (seu pai), e sua mãe, Sonya. A história estava feita, agora com 2.974 bolas de 3 convertidas na carreira em temporada regular, o armador dos Warriors se isolou e se consolidou como o maior arremessador que a NBA já presenciou em todos os tempos. Os Warriors ainda sairiam com a vitória sobre o Knicks com Steph fazendo 22 pontos, três rebotes e três assistências. Foram cinco bolas de 3 dele.
Além disso, Ray Allen precisou de 7 429 tentativas para alcançar o recorde, enquanto Curry chutou 6 891 para igualar e duas a mais para passar a marca. São 538 arremessos a menos. Estes são números da temporada regular. Nos playoffs, Curry também é maior pontuador de perímetro da história, com 561 cestas em 1 400 arremessos (40,1%). Allen é o terceiro, com 385, atrás de LeBron James, com 432.
Após o feito, vários jogadores e ex-jogadores o parabenizaram pela conquista, como LeBron James, Kevin Durant, Chris Paul, Magic Johnson, Trae Young, Bill Russell, entre outros.

## Carreira na Seleção

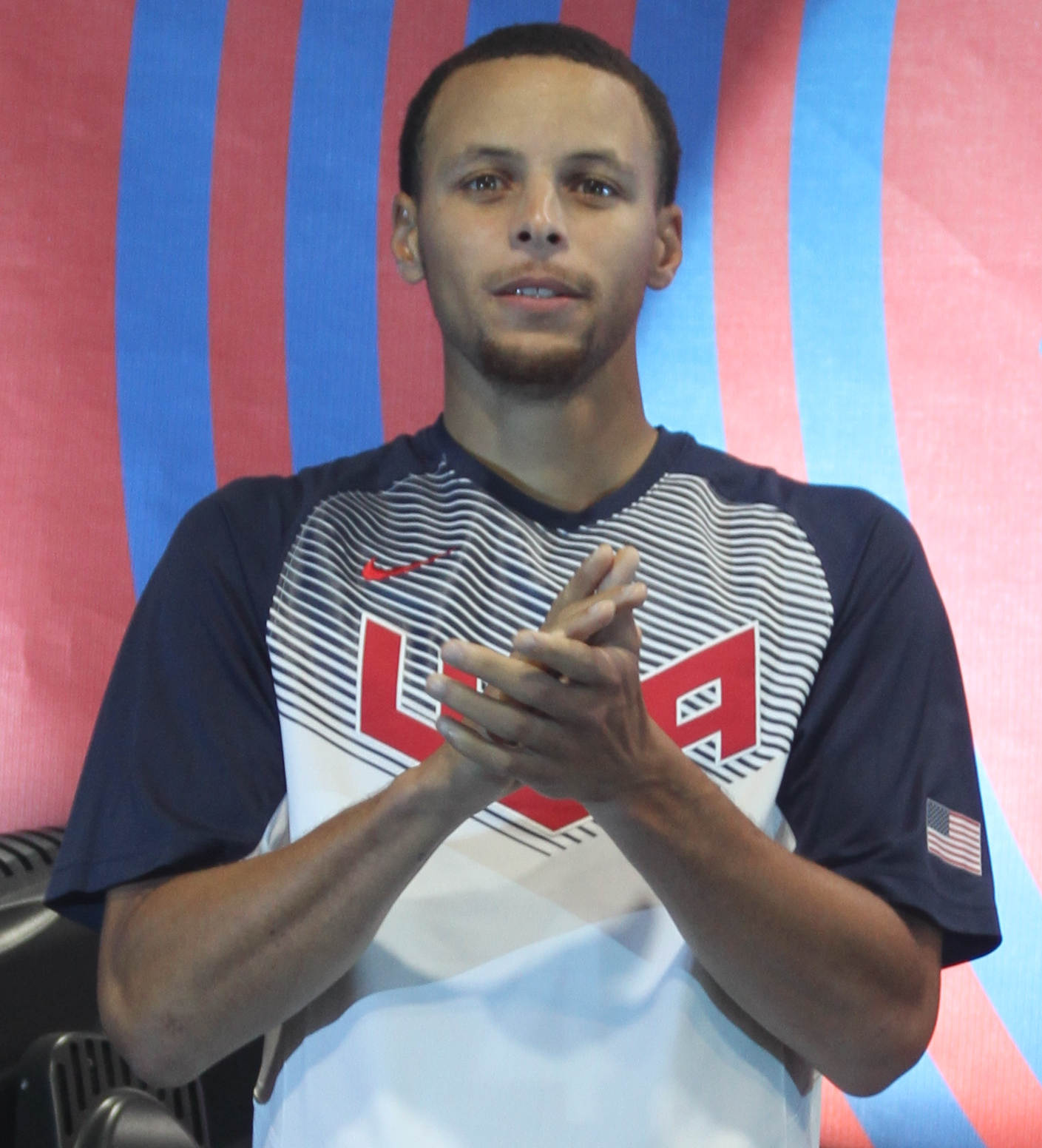
Stephen Curry no EUA World Basketball Festival em 2014.

A primeira experiência de Stephen com a seleção dos Estados Unidos foi no Campeonato Mundial Sub-19 de 2007, onde ajudou a equipe americana a conquistar a medalha de prata. Em 2010, ele foi selecionado para a equipe principal, jogando minutos limitados no Campeonato Mundial 2010 FIBA, onde Estados Unidos conquistaram a medalha de ouro em um torneio invicto. Em 2014, ele assumiu um papel maior com a equipe, ajudando-os para outro torneio invicto na Campeonato Mundial de 2014 e marcando 10 pontos no último jogo. Em 6 de junho de 2016, decidiu tirar seu nome dos elegíveis para as Olimpíadas do Rio de Janeiro de 2016, para se recuperar totalmente de lesões no joelho e tornozelo sofridas naquela temporada.

## Perfil de jogador
Com 1,91 m de altura e pesando 86 kg, Curry joga quase que exclusivamente na posição 1, de armador (point guard), e tem médias na carreira de 23,5 pontos, 6,6 assistências, 4,5 rebotes e 1,7 roubadas por jogo. Ele é um exímio batedor de lances livres, com um percentual de acertos de lance livre na carreira de 90,5% até o final da temporada de 2018-19, o mais alto da história da NBA. Steph é o líder de todos os tempos de lance livre do Golden State Warriors e liderou a NBA nesse quesito (percentual de acerto) por quatro vezes. Embora capaz de roubar a bola, tendo liderado a liga em roubos de bola na temporada 2015-16, ele não é considerado um defensor de elite, e seus companheiros de equipe freqüentemente assumem as tarefas defensivas mais difíceis. Ele foi selecionado para cinco equipes do time ideal da NBA e foi o MVP da liga duas vezes, uma de forma unânime. Como um líder nato dentro da franquia dos Warriors, ele desempenhou um papel significativo no recrutamento do ex-MVP Kevin Durant para a equipe da Califórnia.
A habilidade de arremesso de Curry nunca foi vista antes em um jogador da NBA. Ele é considerado o melhor arremessador da história da liga. Ele pode acertar um arremesso tanto do perímetro da linha de 3 pontos quanto do meio da quadra. Usando um arremesso heterodoxo, ele é capaz de tirar a bola de suas mãos em menos de meio segundo (0,4 segundo), um arremesso muito mais rápido do que a média dos jogadores da liga, liberando-a no caminho, adicionando um arco extra ao seu chute e dificultando o bloqueio. A eficiência do chute de longa distância lhe rendeu o apelido de "Assassin Baby-Face" (Assassino com cara de bebê, numa tradução livre) durante seus anos pré-NBA e "Chef Curry", enquanto já estava na NBA. Ele é também conhecido por suas habilidades com as bolas nas mãos (handles). Steph lidera a NBA em aproveitamentos de arremessos há mais de 8 metros da cesta na temporada 2015-16. Desde janeiro de 2021, Curry está em segundo lugar na história da NBA em bolas de 3 pontos, no percentual de acertos no arremesso de 3 pontos e são dele cinco das dez melhores temporadas em mais bolas de 3 em uma única temporada. Ele também é o jogador mais rápido na história da liga a fazer 2.000 cestas de três pontos, fazendo assim em 227 menos jogos do que o recordista anterior, Ray Allen. Um exímio chutador, ele muitas vezes arremessa as bolas em momentos de grande marcação e dificuldade, e também em momentos muito decisivos das partidas.
"A gravidade Curry"
Os analistas da NBA afirmam que a incrível capacidade de arremessar de qualquer lugar da quadra contra qualquer marcador cria um efeito de "gravidade" (a famosa "gravidade Curry") sobre os adversários, atraindo os defensores oponentes a fazer marcação dupla, tripla ou até mesmo, quádrupla, mesmo quando ele não tem a bola (como foi feito pelos Raptors nas finais de 2019), o que cria incompatibilidades nas marcações que seus companheiros de equipe são capazes de explorar. Com Curry, os Warriors fazem em média 10,8 isolations (jogadas em que um jogador tem que definir a jogada sozinho sem linha de passe livre); sem Curry, eles fazem 15,3. Sua ausência retarda a poderio ofensivo dos Warriors e leva a menos movimentos de passe e finalização livre. Com Curry, os Warriors têm em média 1,05 ponto a cada jogada chamada Screen off-ball (jogada onde um jogador, na maioria das vezes mais alto, bloqueia a passagem do adversário para seu companheiro arremessar livremente); sem Curry, cai para 0,95 pontos por jogo oriundas dessa jogada. Sua ausência torna muito mais fácil para os defensores neutralizar esse tipo de jogada. O sucesso de Steph é independente se ele tem ou não companheiros de elite ao seu lado, segundo Tom Haberstroh da NBC Sports: "Você pode tirar All-Star por All-Star do lado de Steph, um por um, e ainda sim, o Warriors liderados por Curry ainda vão dominar como um campeão. Ele transcende de um colega de elite. [...] Para aqueles que pensam que Curry fracassaria em outra organização ou em outro sistema, é claro que não: ele é o sistema".

## Legado
O armador é considerado por muitos como o maior arremessador da história da NBA. Ele é creditado por revolucionar o jogo de basquete para sempre ao inspirar equipes de basquete, do ensino médio à NBA, a empregar regularmente o arremesso de três pontos ao seu jogo. Os analistas se referiram a ele como "o Michael Jordan da era dos três pontos", afirmando que ele fez pelos três pontos o mesmo que Jordan fez pela enterrada. Robert O'Connell, do The Guardian, cita o jogo do camisa 30 em 27 de fevereiro de 2013 contra o New York Knicks, no qual ele fez 11 de 13 arremessos de três pontos para uma performance de 54 pontos, como o início da era dos três pontos. A era foi referida como "O Efeito Steph" e "A Revolução dos Três Pontos da NBA".
Antes de Curry, arremessar atrás da linha de três pontos era mais uma novidade, uma maneira ocasional de pontuar. Os jogadores de catch and shoot (pegar e arremessar) existiam, mas o sucesso de Stephen inspirou a liga a abandonar o jogo físico em volta da cesta e a adotar um ritmo, espaço e estilo voltados as bolas de longa distância. O aumento no arremesso a partir da linha do perímetro se deve em parte às equipes da NBA que o incorporaram em suas tentativas de derrotar os Warriors ou copiar o estilo de jogo do Golden State, e aos jovens que desejam imitar a efetividade de Curry. Embora isso tenha feito com que os jogadores se tornassem melhores em seus arremessos de três pontos, também estabeleceu padrões irreais porque o alcance de Steph é único. Curry regularmente arremessa em média entre 9 e 10,6 metros da cesta. Ele atira 54% das vezes dessa faixa de distância, enquanto a média dos restante dos jogadores da NBA arremessa 35% da linha de três no total e menos de 22% entre 9 e 10,6 metros. Ele pode arremessar com a bola em seu controle, fora do drible (off-ball), e muitas vezes com um lançamento extremamente rápido, de qualquer lugar da quadra e contra um ou mais marcadores (às vezes, 4). Curry disse que ele tem certeza de que os treinadores dizem aos jogadores do ensino médio que atirar da maneira que ele faz exige tempo e trabalho duro. Jesse Dougherty, do Washington Post, afirmou que "os treinadores precisam explicar que, embora o conjunto de habilidades de Steph seja algo a ser aspirado, seu jogo é construído sobre fundamentos" e que "enquanto os Warriors se tornaram o padrão-ouro da NBA e fazem todas essas jogadas ligadas às mídias sociais, a raiz do seu sucesso é o movimento da bola".

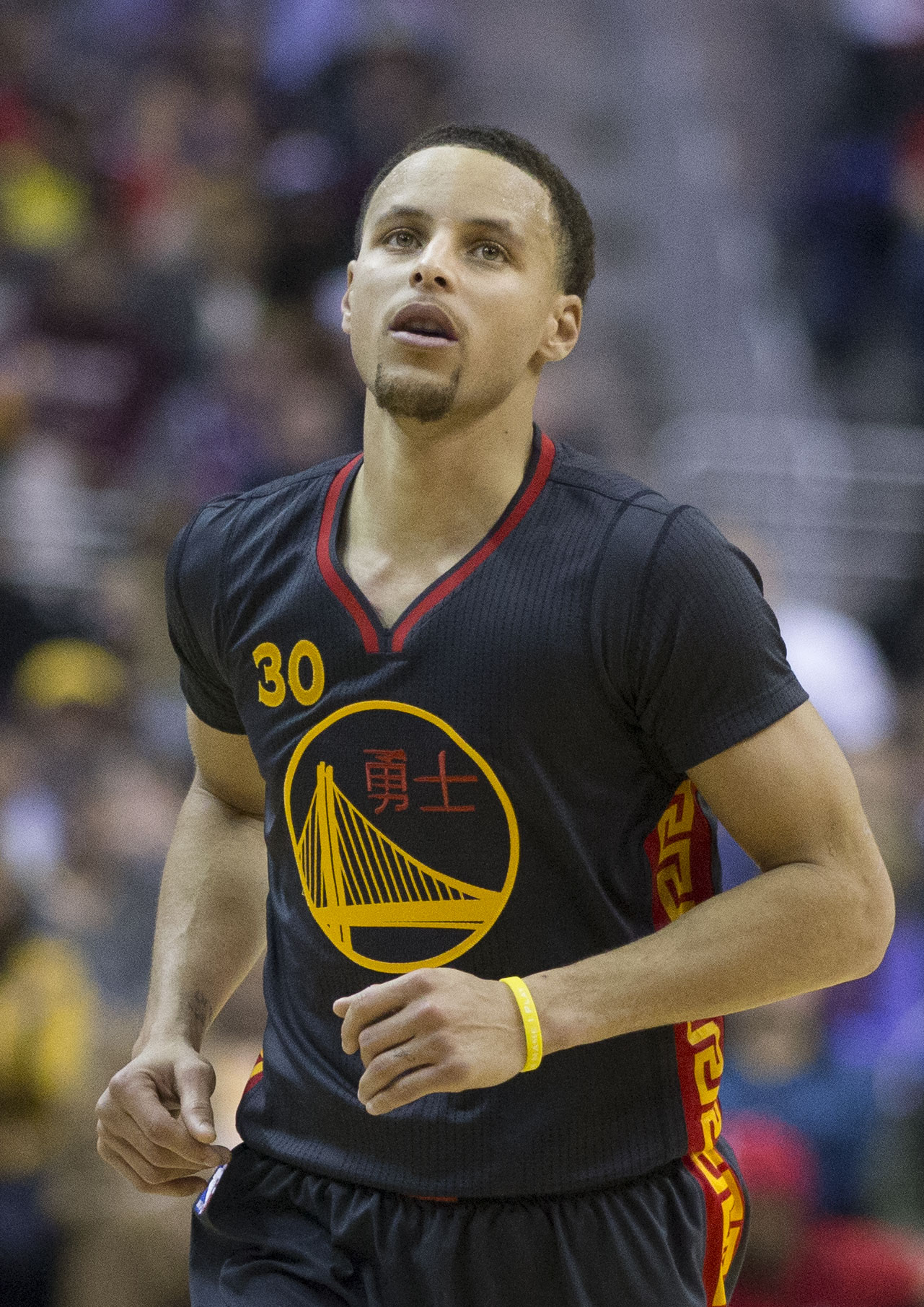
Curry na sua primeira temporada de MVP, em fevereiro de 2015.

Kirk Goldsberry, da ESPN, opinou que "uma das chaves da grandeza de [Curry] é o seu alcance" e que "Curry não é apenas o melhor arremessador de 3 pontos de todos os tempos, ele é o melhor arremessador em geral da história do basquete". Sally Jenkins, do The Washington Post, afirmou que "ele se move por trás da linha de três pontos em um arco cada vez maior e mais distante da cesta, afundando as bolas de longa distância com tanta clareza que a rede parece estalar como roupa fresca no vento". Ela disse que "em uma parte de sua carreira ele atingiu 67% de acertos na distância entre 8,5 e 15 metros da cesta". O técnico do Warriors, Steve Kerr, afirmou que a coordenação olho-mão do armador "é a melhor que ele viu em qualquer jogador que ele já jogou junto ou treinou". Jeff Austin, da Octagton, concluiu que o jogador "teve que desenvolver uma força tremenda em seus pulsos para arremessar e manter essa forma de 12 a 15 metros de distância do aro". Goldsberry afirmou que "nenhum jogador na história da NBA combinou alcance, volume e eficiência do centro da quadra tão bem quanto Curry" e que "o arremesso de Curry é tão letal que ele se tornou o pontuador mais eficiente do planeta". Seu alcance e eficiência levaram os desenvolvedores da série de videogames da NBA 2K, na qual Stephen é um dos destaques, a se preocupar que suas habilidades não pudessem ser replicadas no jogo.
Embora o camisa 30 seja comumente citado como o maior arremessador da NBA, ele é um dos maiores jogadores da liga em geral e tem sido objeto de debate. Steve Nash, um dos arremessadores mais eficientes da NBA, disse que Curry "já é um dos grandes de todos os tempos" e que existem "As pessoas não o associam à grandeza porque ele não domina o jogo fisicamente. Ele dança. Ele paga o preço por isso. Ele deixa o protagonismo de lado para seus companheiros de time brilharem." Scottie Pippen, que ganhou seis títulos da NBA com o Chicago Bulls junto com Jordan, disse que "a atitude de Curry de sacrificar por Durant (na época seu companheiro de equipe) é uma das grandes histórias da história" porque Steph deu as boas-vindas a KD, que também é um dos melhores jogadores da história, aos Warriors sem ego. "Se você pensa no jogo, sabe que é preciso se sacrificar para ser bom. Todos os grandes precisam sacrificar alguma coisa. Caso contrário, você não pode vencer", disse ele. "[Curry] desistiu do protagonismo para [Durant] brilhar. Mas isso não o torna menos bom. Ele deve ser encarado como um dos maiores armadores que o jogo já viu". A CBS Sports classificou Curry na posição 19 em sua lista dos "50 maiores jogadores da NBA de todos os tempos". A Sports Illustrated classificou-o em 3.º lugar, atrás de Durant e LeBron James como melhores jogadores da temporada 2018-19. Por sua vez, "A ESPN o classificou em segundo lugar, atrás de James, em suas previsões dos melhores jogadores para a temporada 2018-19". A Sports Illustrated afirmou que "Stephen Curry e os Warriors são uma ótima combinação de jogador e sistema" e que "todo o sistema de jogo se baseia na ideia de que um jogador não precisa dominar a bola para dominar o jogo. Curry levou essa nobre ideia e a elevou além de qualquer outro patamar". Em 2019, o site especializado em esportes americanos Bleacher Report colocou Curry em 10.º lugar na lista dos 50 melhores jogadores da história da NBA.

## Fora da quadra

### Vida pessoal
Em 30 de julho de 2011, Stephen se casou com a namorada de longa data, Ayesha Alexander, natural de Toronto, em Charlotte. Eles se conheceram na adolescência, na igreja que os dois frequentavam. Juntos, eles têm quatro filhos, duas meninas, Riley (nascida em 2012) e Ryan (nascida em 2015)  e dois meninos, Canon (nascido em 2018)  e Caius (nascido em 2024).  Eles atualmente residem em Alamo, Califórnia. O irmão mais novo de Curry, Seth, também é um jogador da NBA, e sua irmã mais nova, Sydel, jogava vôlei na Universidade de Elon.
Curry é assumidamente cristão. Ele falou sobre sua fé durante seu discurso na cerimônia que o premiou como MVP dizendo: "As pessoas devem saber quem eu represento e por que sou quem sou, e isso é por causa do meu Senhor e Salvador". Ele também disse que o motivo pelo qual ele bate no peito e aponta para cima quando converte uma cesta é que ele tem um "coração para Deus" e como um lembrete de que ele o faz para Deus. Em alguns de seus tênis de basquete com sua marca "Curry One", há um laço de renda com o código "4:13". É uma referência ao versículo bíblico Filipenses 4:13, que diz: "Tudo posso naquele que me fortalece". Ele tem uma tatuagem do versículo 1 Coríntios 13:8 escrito em hebraico no pulso ("O amor nunca falha..."). Curry também é investidor da Active Faith, uma marca cristã de roupas esportivas.
Curry sofre de ceratocone e usa lentes de contato para corrigir a visão. . Steph é um jogador ávido de golfe; ele jogou no ensino médio e freqüentemente joga com seu pai, Dell Curry, e o amigo e ex-companheiro de equipe, Andre Iguodala. Um jogador de handicap, o craque participa de torneios de celebridades e já jogou ao lado de Barack Obama. Em agosto de 2017, Curry competiu no Ellie Mae Classic com uma isenção irrestrita do patrocinador. Embora ele tenha perdido o primeiro corte, ele marcou 4 a 74 nos dois dias em que participou, superando as expectativas de um amador competindo em um evento profissional. Em julho de 2023, Curry venceu o American Century Championship, um torneio anual de golfe para celebridades realizado no Edgewood Tahoe Resort em Stateline, Nevada. Ele acertou um hole-in-one durante a segunda rodada e venceu o torneio no buraco final com um walk-off eagle putt.

### Imagem pública
"Nenhum atleta da NBA tem um contingente maior de fãs em todas as áreas. Essa popularidade louca é o motivo pelo qual as vendas de sua camisa estão sempre em primeiro lugar, por que ele foi votado para ser o capitão da equipe All-Star [em 2018] da Conferência Oeste e por que as meninas de 9 anos se sentem confortáveis o suficiente para escrever cartas pedindo sua ajuda - e realmente a recebem."
 
- Monte Poole, da NBC Sports sobre a popularidade de Steph

O armador é um dos jogadores mais bem-sucedidos da NBA e também se tornou uma celebridade internacional, tal qual o quatro vezes MVP LeBron James. Junto com LeBron, ele tem sido considerado a cara da NBA. Sua jogabilidade chamativa e sua propensão a ganhar fizeram dele um favorito dos fãs, e diz-se que seu físico menor fez com que seu sucesso parecesse mais atingível para os fãs mais jovens da NBA. A camisa de Curry foi a mais vendida na NBA nas temporadas 2015-16 e 2016-17 da NBA. Embora a discussão tenha tratado sua imagem como representante da NBA hoje, Steph disse que ele não está jogando para ser a cara da NBA "ou para assumir o trono de LeBron ou o que for que seja. Você sabe, eu estou tentando conquistar anéis, e isso é tudo o que eu quero. Então é aí que a conversa termina para mim. "
A ESPN classificou Curry entre os atletas internacionais mais famosos do mundo, enquanto a Forbes o classificou entre as celebridades mais bem pagas do planeta por seus endossos. Kirk Goldsberry, da ESPN, argumentou que uma das razões da popularidade de Steph é que, embora a maioria das pessoas não seja alta o suficiente para jogar basquete, todos podem tentar um arremesso, algo que Curry inspira os outros a fazerem. Owen Davis, da Sky Sports, ecoou esse sentimento, afirmando: "Afinal, nem todos são abençoados com altura e atletismo supremos, mas todos podem aprender a passar, driblar e arremessar. Curry é a prova de que, se você trabalhar duro o suficiente, você ainda pode encontrar maneiras de dominar, não importa o seu tamanho ".
Monte Poole, da NBC Sports, considerou o armador "o mais humano dos astros", com uma aura infantil quando brincava com sucesso. Sua base de fãs varia de crianças muito jovens a idosos, e fãs casuais ou comprometidos apreciam seu estilo de jogo. Poole afirmou que "o fator alegria aumenta exponencialmente" quando Curry está na quadra e que "a visão desse espécime relativamente comum, derrotando jogadores muito maiores é uma intoxicação para os Warriors e seus fãs".

### Interesses comerciais
Under Armour

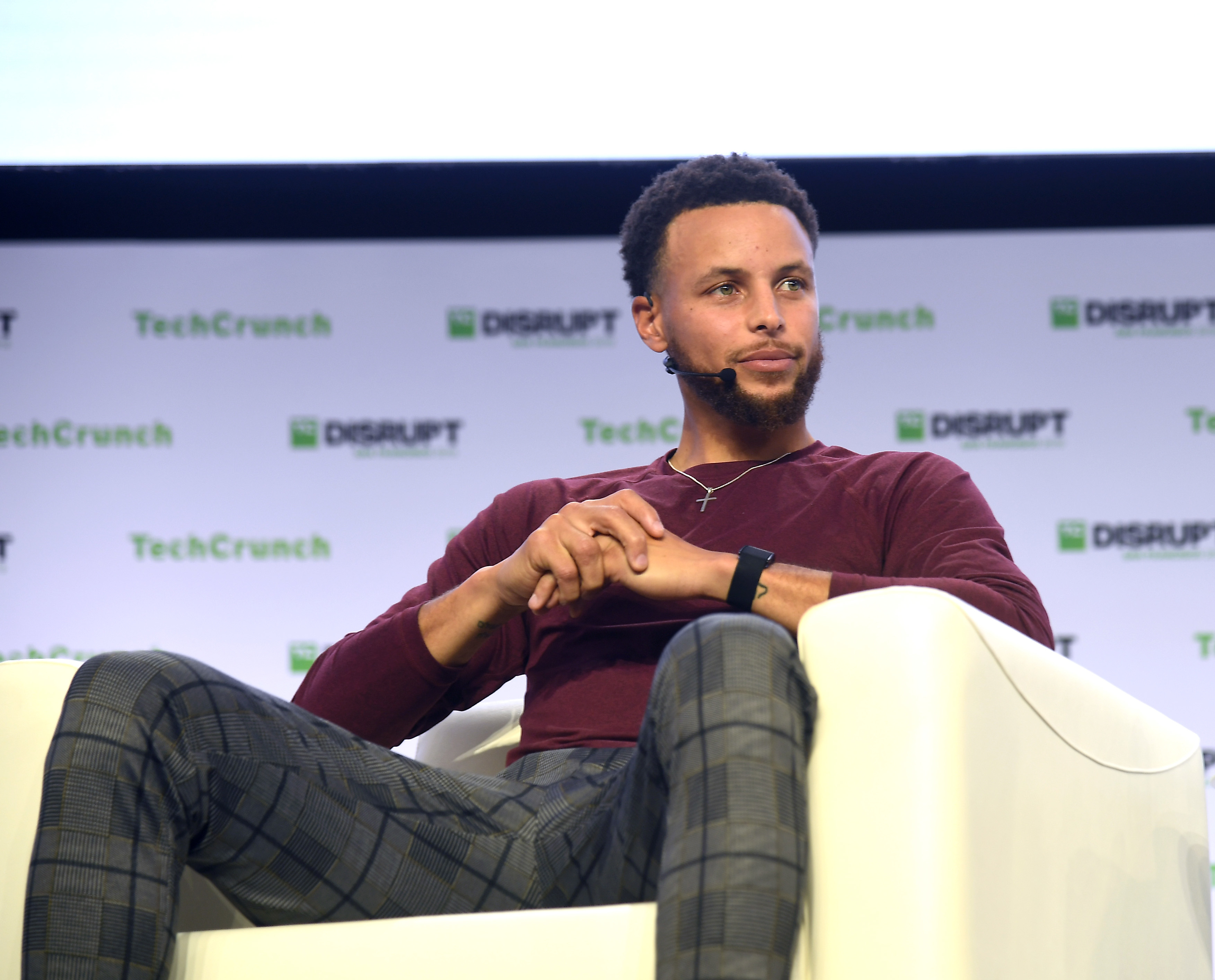
Curry em uma conferência de tecnologia em 2019.

O brinquedinho assassino é amplamente conhecido por sua parceria com a marca esportiva norte-americana Under Armour, onde ele é considerado o "rosto de sua linha de calçados". Primeiramente assinou com a Nike, Curry se juntou à Under Armour na offseason de 2013. Quando Steph se tornou MVP e um dos atletas mais populares do mundo, as vendas de seus sapatos se tornaram um fator importante para a marca, com os preços das ações subindo e descendo com base no sucesso da linha de calçados com a brand "Curry".
Em novembro de 2020, a marca americana UA lançou a Curry Brand, juntamente com Steph. O objetivo era competir com a Jordan Brand (Air Jordan), da Nike, que tem o ex-jogador Michael Jordan como protagonista. A nova marca da Under Armour ofereceria tênis e roupas para diferentes esportes, incluindo basquete e golfe. Ao longo do tempo, a marca será expandida para mais categorias, incluindo corrida e coleções para mulheres.
"Isso dá a Stephen algo em que realmente se envolver. Ele estará ativamente envolvido no desenvolvimento do produto. E estamos muito entusiasmados em ver um de nossos atletas tão envolvido no produto", disse o presidente-executivo da Under Armour, Patrik Frisk, à CNBC.
Desde 2018, Curry atua como CEO da Thirty Ink, uma empresa com sede em São Francisco que trabalha para fornecer oportunidades equitativas às pessoas por meio de marca, mídia, experiências e filantropia, como os quatro principais setores verticais. Desde 2019, Curry é embaixador global da marca Rakuten. A empresa fez parceria com Curry em uma maratona de compras de um dia na Warriors Shop no Chase Center para 20 crianças da Área da Baía de São Francisco. Curry se passou por funcionário da loja durante o evento e ajudou a encontrar equipamentos esportivos na loja.
Outras parcerias
Em setembro de 2017, foi anunciado que o armador dos Warriors assinou um contrato de autógrafo exclusivo com a Steiner Sports Memorabilia. A linha completa de produtos incluirá camisas de basquete e camisas oficiais assinadas à mão, fotografias autografadas de momentos épicos, letreiros emoldurados e arte da parede, objetos de decoração usados em jogos e peças de edição limitada.
Em outubro de 2018, Stephen anunciou seu envolvimento com o relançamento do Palm, um dispositivo móvel complementar que combina com um smartphone principal. Curry é um investidor e o embaixador da marca líder da Palm, uma pequena startup sediada em San Francisco que licencia o nome Palm da TCL Corporation. Ele também está envolvido no projeto e teste de acessórios e até ajudou a nomear o dispositivo.

### Produtora
Em abril de 2018, a Sony Pictures Entertainment anunciou um acordo multimídia de vários anos com a recém-formada produtora Unanimous Media, do jogador (nomeada pelo fato do armador se tornando o primeiro jogador da NBA a ser eleito o Jogador Mais Valioso de forma unânime), localizada em um estúdio da Sony Pictures em Culver City. O contrato de cinema e TV incluía jogos eletrônicos e realidade virtual e se concentrará na fé e no conteúdo familiar. Em outubro de 2018, Curry assinou contrato como produtor executivo do filme Breakthrough, com lançamento previsto para abril de 2019. Curry também foi produtor executivo do filme Emanuel, programado para ser lançado nos cinemas nos EUA em 17 de junho de 2019. O filme enfoca as respostas dos familiares das vítimas do Massacre da igreja de Charleston em 2015 - "Diante da adversidade, diante da tragédia, como posso passar por isso? " Disse Curry.
Em maio de 2019 foi lançada a websérie documental Steph Vs. The Game sobre o armador, produzida pela empresa do mesmo e distribuída pelo Facebook Watch. A série tem 6 episódios de 30 minutos de média cada. O foco da produção é na vida profissional e pessoal do camisa 30. O último episódio mostra Curry e sua família durante a época das Finais do campeonato de 2019.
A partir de 2019, Steph tornou-se produtor executivo e apresentador do reality show de golfe Holey Moley. Em 2020, a Unanimous Media assinou um acordo com a Audible, da Amazon.
No mesmo ano, o armador atuou como produtor executivo de um reboot animado da sitcom Good Times, dos anos 70, juntamente com o produtor executivo original da série, Norman Lear, e o criador de Family Guy, Seth MacFarlane. A série recebeu luz verde da Netflix em 2020. Em 2021, Curry também foi produtor executivo de The Queen of Basketball, um curta-metragem documentário sobre a lenda do basquete feminino Lusia Harris. Esse filme ganhou Oscar de melhor documentário de curta-metragem em 2022. Curry, juntamente com Shaquille O'Neal (que também produziu o curta) foi apenas o segundo jogador e/ou ex-jogador da NBA a ganhar um Óscar na história, sendo Kobe Bryant o primeiro. No mesmo ano, a Unanimous Media, produtora do atleta, assinou um acordo com a NBCUniversal.
Em 2023, a Unanimous Media e Ryan Coogler coproduziram Stephen Curry: Underrated, um documentário esportivo que narra o caminho de Curry para o estrelato na NBA. O filme retrata o início de carreira do camisa 30, desde o começo no ensino médio até chegar ao profissional. A Apple TV+ garantiu os direitos de streaming e a data de lançamento foi no dia 21 de julho de 2023.

### Filantropia

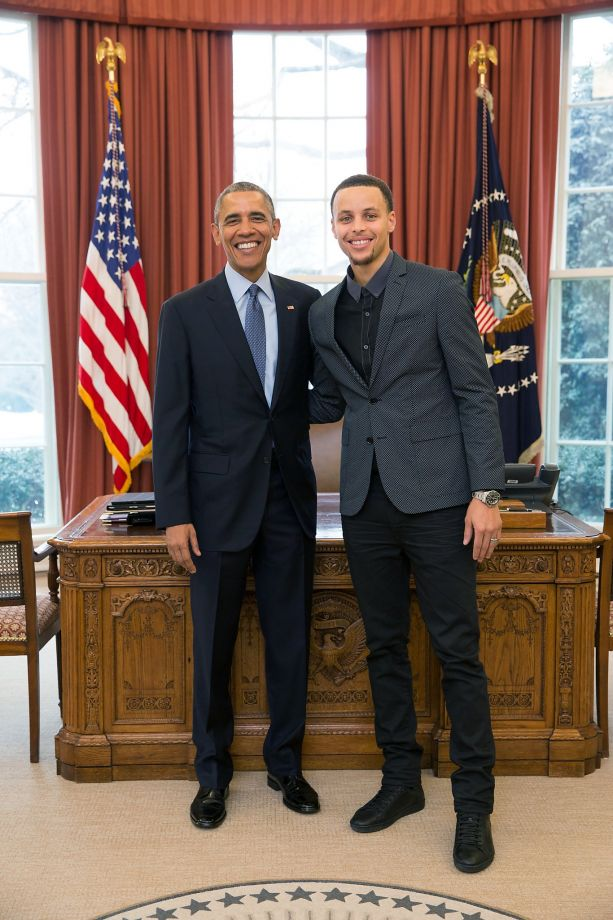
O então presidente americano Barack Obama e Curry em 2015, em uma visita do astro à Casa Branca, em uma campanha de combate a malária.

Em 2012, Curry começou a doar três redes mosquiteiras tratadas com insecticida para cada bola de três pontos que ele fez para a Fundação das Nações Unidas "Nothing But Nets" na campanha de combate à malária. Ele foi apresentado à causa da malária pelo colega de equipe de Davidson e amigo pessoal, Bryant Barr, quando ambos estavam na escola. Stephen visitou a Casa Branca em 2015 e proferiu um discurso de cinco minutos para dignitários como parte do lançamento da estratégia do presidente Barack Obama, "Iniciativa Presidencial contra a Malária" para 2015-2020.
Em 2015, o camisa 30 usava tênis com o nome de Deah Shaddy Barakat (uma das vítimas do tiroteio em Chapel Hill em 2015). De acordo com sua irmã Suzanne, Deah Barakat era conhecido por seu "amor pelo basquete e qualquer coisa ligada a Steph Curry". O número de Deah no seu time de basquete intramural na Universidade Estadual da Carolina do Norte era o nº 30 de Curry, e ele posou para uma foto semelhante à que Curry fez para a revista GQ. O jogador do Warriors disse que a família de Barakat "fez um ótimo trabalho ao me procurar e me conscientizar dos detalhes de sua vida e personalidade [...] Foi realmente um bom negócio poder usar a plataforma ontem para homenagear Deah e sua família [...] vou mandar os tênis que eu usei ontem. E espero que eles saibam que eu estive pensando neles." Também em 2015, depois de ganhar o prêmio MVP após sua impressionante temporada, Curry doou seu veículo premiado - um Kia Sorento 2016 - para o East Oakland Youth Development Center, uma organização filantrópica local sem fins lucrativos, localizada aos arredores da Oracle Arena.
Em dezembro de 2018, enquanto dava uma entrevista em um podcast, o armador questionou se o pouso da Apollo 11 na Lua realmente havia acontecido, o que recebeu atenção e críticas substanciais da mídia. A NASA ofereceu a Curry uma visita ao Johnson Space Center para discutir o assunto com ele. Mais tarde, Steph disse que estava brincando sobre o pouso na Lua não ter acontecido. Ele mandou a Under Armour criar um tênis inspirados no comentário e na discussão subsequente. Depois de usá-los em um jogo, ele assinou e leiloou. Os calçados foram vendidos por US$ 58 100 no eBay, após 113 lances, e o dinheiro foi doado para iniciativas de educação.
Em julho de 2019, Curry e sua esposa, Ayesha, lançaram a Eat. Learn. Play. Foundation em Oakland, Califórnia. A fundação trabalha para acabar com a fome infantil, aumentar o acesso à educação de qualidade e fornecer espaços seguros para as crianças permanecerem ativas e longe das ruas.

## Salários
Valores recebidos por ano (em milhões de dólares).
| Temporada | Idade | Equipe                | Salário          |
| --------- | ----- | --------------------- | ---------------- |
| 2009-10   | 21    | Golden State Warriors | US$ 2 710 560    |
| 2010-11   | 22    | Golden State Warriors | US$ 2 913 840    |
| 2011-12   | 23    | Golden State Warriors | US$ 3 117 120    |
| 2012-13   | 24    | Golden State Warriors | US$ 3 958 742    |
| 2013-14   | 25    | Golden State Warriors | US$ 9 887 642    |
| 2014-15   | 26    | Golden State Warriors | US$ 10 629 213   |
| 2015-16   | 27    | Golden State Warriors | US$ 11 370 786   |
| 2016-17   | 28    | Golden State Warriors | US$ 12 112 359   |
| 2017-18   | 29    | Golden State Warriors | US$ 34 682 550 * |
| 2018-19   | 30    | Golden State Warriors | US$ 37 457 154   |
| 2019-20   | 31    | Golden State Warriors | US$ 40 231 758   |
| 2020-21   | 32    | Golden State Warriors | US$ 43 006 362   |
| 2021-22   | 33    | Golden State Warriors | US$ 45 780 966   |
| 2022-23   | 34    | Golden State Warriors | US$ 48 070 014   |
| 2023-24   | 35    | Golden State Warriors | US$ 51 915 615   |
| 2024-25   | 36    | Golden State Warriors | US$ 55 761 217   |
| 2025-26   | 37    | Golden State Warriors | US$ 59 606 818   |
| 2026-27   | 38    | Golden State Warriors | US$ 62 587 158   |
| Total     |       | Golden State Warriors | US$ 535 799 874  |

- Assinou o seu 1.º contrato no dia 25 de junho de 2009
- Assinou uma extensão de contrato de 4 anos por US$ 44 milhões no dia 30 de outubro de 2012
- Assinou uma extensão de contrato de 5 anos por US$ 201 milhões no dia 1 de julho de 2017 (*)
- Assinou uma extensão de contrato de 4 anos por US$ 215 milhões no dia 6 de agosto de 2021
- Assinou uma extensão de contrato de 1 ano por US$ 62 milhões no dia 28 de agosto de 2024

Fonte: Basketball-reference - Stephen Curry
Legenda:
- * - Maior contrato/salário da história da NBA (na época)
- Itálico - Salários futuros

## Estatísticas da sua carreira

### NBA
| † | Campeão da NBA           |
|   | Líder da Liga            |
|   | MVP da Temporada Regular |
|   | Recorde da NBA           |

Temporada Regular
| Ano      | Equipe     | PJ    | PT    | MPJ  | AP   | 3P   | LL    | RT  | AS  | BR  | TO  | PPJ  |
| -------- | ---------- | ----- | ----- | ---- | ---- | ---- | ----- | --- | --- | --- | --- | ---- |
| 2009–10  | Warriors   | 80    | 77    | 36.2 | .462 | .437 | .885  | 4.5 | 5.9 | 1.9 | 0.2 | 17.5 |
| 2010–11  | Warriors   | 74    | 74    | 33.6 | .480 | .442 | .934  | 3.9 | 5.8 | 1.5 | 0.3 | 18.6 |
| 2011–12  | Warriors   | 26    | 23    | 28.2 | .490 | .455 | .809  | 3.4 | 5.3 | 1.5 | 0.3 | 14.7 |
| 2012–13  | Warriors   | 78    | 78    | 38.2 | .451 | .453 | .900  | 4.0 | 6.9 | 1.6 | 0.2 | 22.9 |
| 2013–14  | Warriors   | 78    | 78    | 36.5 | .471 | .424 | .885  | 4.3 | 8.5 | 1.6 | 0.2 | 24.0 |
| 2014–15  | Warriors†  | 80    | 80    | 32.7 | .487 | .443 | .914  | 4.3 | 7.7 | 2.0 | 0.2 | 23.8 |
| 2015–16  | Warriors   | 79    | 79    | 34.2 | .504 | .454 | .908  | 5.4 | 6.7 | 2.1 | 0.2 | 30.1 |
| 2016–17  | Warriors † | 79    | 79    | 33.4 | .468 | .411 | .898  | 4.5 | 6.6 | 1.8 | 0.2 | 25.3 |
| 2017–18  | Warriors † | 51    | 51    | 32.0 | .495 | .423 | .921  | 5.1 | 6.1 | 1.6 | 0.2 | 26.4 |
| 2018–19  | Warriors   | 69    | 69    | 33.8 | .472 | .437 | .916  | 5.3 | 5.2 | 1.3 | 0.4 | 27.3 |
| 2019–20  | Warriors   | 5     | 5     | 27.8 | .402 | .245 | 1.000 | 5.2 | 6.6 | 1.0 | 0.4 | 20.8 |
| 2020–21  | Warriors   | 63    | 63    | 34.2 | .482 | .421 | .916  | 5.5 | 5.8 | 1.2 | 0.1 | 32.0 |
| 2021–22  | Warriors † | 64    | 64    | 34.5 | .437 | .380 | .923  | 5.2 | 6.3 | 1.3 | 0.4 | 25.5 |
| 2022–23  | Warriors   | 56    | 56    | 34.7 | .493 | .427 | .915  | 6.1 | 6.3 | 0.9 | 0.4 | 29.4 |
| 2023–24  | Warriors   | 74    | 74    | 32.7 | .450 | .408 | .923  | 4.5 | 5.1 | 0.7 | 0.4 | 26.4 |
| 2024–25  | Warriors   | 70    | 70    | 32.2 | .448 | .397 | .933  | 4.4 | 6.0 | 1.1 | 0.4 | 24.5 |
| Carreira | Carreira   | 1.026 | 1.020 | 34.1 | .471 | .423 | .911  | 4.7 | 6.4 | 1.5 | 0.3 | 24.7 |
| All-Star | All-Star   | 10    | 9     | 26.5 | .424 | .393 | 1.000 | 6.0 | 5.6 | 1.4 | 0.3 | 21.6 |

Play-in
| Ano      | Equipe   | PJ | PT | MPJ  | AP   | 3P   | LL    | RT  | AS  | BR  | TO  | PPJ  |
| -------- | -------- | -- | -- | ---- | ---- | ---- | ----- | --- | --- | --- | --- | ---- |
| 2021     | Warriors | 2  | 2  | 44.0 | .490 | .500 | .933  | 5.5 | 4.0 | 1.5 | 0.0 | 38.0 |
| 2024     | Warriors | 1  | 1  | 36.5 | .500 | .429 | 1.000 | 4.0 | 2.0 | 2.0 | 1.0 | 22.0 |
| 2025     | Warriors | 1  | 1  | 38.7 | .409 | .462 | 1.000 | 8.0 | 4.0 | 1.0 | 0.0 | 37.0 |
| Carreira | Carreira | 4  | 4  | 40.7 | .471 | .477 | .967  | 5.7 | 4.0 | 1.5 | 0.2 | 33.7 |

Playoffs
|  | MVP das Finais |

| Ano      | Equipe    | PJ  | PT  | MPJ  | AP   | 3P   | LL   | RT  | AS  | BR  | TO  | PPJ  |
| -------- | --------- | --- | --- | ---- | ---- | ---- | ---- | --- | --- | --- | --- | ---- |
| 2013     | Warriors  | 12  | 12  | 41.4 | .434 | .396 | .921 | 3.8 | 8.1 | 1.7 | 0.2 | 23.4 |
| 2014     | Warriors  | 7   | 7   | 42.3 | .440 | .386 | .881 | 3.6 | 8.4 | 1.7 | 0.1 | 23.0 |
| 2015     | Warriors† | 21  | 21  | 39.3 | .456 | .422 | .835 | 5.0 | 6.4 | 1.9 | 0.1 | 28.3 |
| 2016     | Warriors  | 18  | 17  | 34.3 | .438 | .404 | .916 | 5.5 | 5.2 | 1.4 | 0.3 | 25.1 |
| 2017     | Warriors† | 17  | 17  | 35.3 | .484 | .419 | .904 | 6.2 | 6.7 | 2.0 | 0.2 | 28.1 |
| 2018     | Warriors† | 15  | 14  | 37.0 | .451 | .395 | .957 | 6.1 | 5.4 | 1.7 | 0.7 | 25.5 |
| 2019     | Warriors  | 22  | 22  | 38.5 | .441 | .377 | .943 | 6.0 | 5.7 | 1.1 | 0.2 | 28.2 |
| 2022     | Warriors† | 22  | 18  | 34.7 | .459 | .397 | .829 | 5.2 | 5.9 | 1.3 | 0.4 | 27.4 |
| 2023     | Warriors  | 13  | 13  | 37.9 | .466 | .363 | .845 | 5.2 | 6.1 | 1.0 | 0.5 | 30.5 |
| 2025     | Warriors  | 8   | 8   | 35.1 | .477 | .400 | .893 | 5.3 | 5.1 | 1.0 | 0.8 | 22.6 |
| Carreira | Carreira  | 155 | 149 | 37.2 | .454 | .397 | .889 | 5.3 | 6.1 | 1.5 | 0.3 | 26.8 |

### Competições internacionais
|  | Medalha de ouro |

#### Copa do Mundo
| Ano      | PJ | MPJ  | 2P   | 3P   | LL    | RT  | RTO | AS  | BR  | TO  | PPJ  | VAL  |
| -------- | -- | ---- | ---- | ---- | ----- | --- | --- | --- | --- | --- | ---- | ---- |
| 2010     | 8  | 10.6 | .583 | .368 | 1.000 | 1.4 | 0.4 | 2.1 | 0.5 | 0.0 | 4.6  | 5.5  |
| 2014     | 9  | 20.6 | .348 | .438 | 1.000 | 2.8 | 0.2 | 2.9 | 1.2 | 0.1 | 10.7 | 11.7 |
| Carreira | 17 | 15.9 | .429 | .418 | 1.000 | 2.1 | 0.3 | 2.5 | 0.9 | 0.1 | 7.8  | 8.6  |

#### Jogos Olímpicos
| Ano  | PJ | MPJ  | 2P   | 3P   | LL    | RT  | RTO | AS  | BR  | TO  | PPJ  | VAL  |
| ---- | -- | ---- | ---- | ---- | ----- | --- | --- | --- | --- | --- | ---- | ---- |
| 2024 | 6  | 23.3 | .571 | .478 | 1.000 | 3.2 | 0.3 | 2.5 | 0.7 | 0.0 | 14.8 | 14.5 |

### Estatísticas no basquete universitário
| Ano      | Equipe   | PJ  | PT  | MPJ  | AP   | 3P   | LL   | RT  | AS  | BR  | TO  | PPJ  |
| -------- | -------- | --- | --- | ---- | ---- | ---- | ---- | --- | --- | --- | --- | ---- |
| 2006–07  | Davidson | 34  | 33  | 30.9 | .463 | .408 | .855 | 4.6 | 2.8 | 1.8 | 0.1 | 21.5 |
| 2007–08  | Davidson | 36  | 36  | 33.1 | .483 | .439 | .894 | 4.6 | 2.9 | 2.0 | 0.3 | 25.9 |
| 2008–09  | Davidson | 34  | 34  | 33.7 | .454 | .387 | .876 | 4.4 | 5.6 | 2.5 | 0.2 | 28.6 |
| Carreira | Carreira | 104 | 103 | 32.6 | .467 | .412 | .876 | 4.5 | 3.7 | 2.1 | 0.3 | 25.3 |

## Prêmios e Homenagens
- National Basketball Association:
  - 4x Campeão da NBA: 2015, 2017, 2018, 2022;
  - NBA Finals Most Valuable Player (MVP das Finais): 2022;
  - 2x NBA Most Valuable Player (MVP): 2015, 2016;
  - 2x NBA Scoring Champion: 2016, 2021;
  - NBA Western Conference Finals MVP: 2022;
  - NBA Clutch Player of the Year: 2024;
  - 2x NBA All-Star Game Most Valuable Player: 2022, 2025;
  - NBA 50-40-90 Club: 2016;
  - 11x NBA All-Star: 2014, 2015, 2016, 2017, 2018, 2019, 2021, 2022, 2023, 2024, 2025;
  - 11x All-NBA Team:
    - Primeiro Time: 2015, 2016, 2019, 2021;
    - Segundo Time: 2014, 2017, 2022, 2023, 2025[344];
    - Terceiro Time: 2018, 2024;

  - NBA All-Rookie Team:
    - Primeiro Time: 2010;

  - 8x líder em bolas de 3 pontos convertidas na temporada: 2013, 2014, 2015, 2016, 2017, 2021, 2022 e 2024;
  - 5x líder em aproveitamento de lances livres na temporada: 2011, 2015, 2016, 2018 e 2025;
  - 2x líder em roubos de bola na temporada: 2015, 2016;
  - NBA Steals Leader: 2016;
  - Campeão do NBA Skills Challenge: 2011
  - NBA Sportsmanship Award: 2011
  - NBA Community Assist Award: 2014
  - NBA J. Walter Kennedy Citizenship Award: 2023
  - NBA Kareem Abdul-Jabbar Social Justice Champion Award: 2023
  - NBA Teammate of the Year Award: 2025
  - 2x NBA Three-Point Contest Champion: 2015 e 2021
  - Um dos 75 maiores jogadores da história da NBA

- Seleção dos Estados Unidos:
  - Jogos Olímpicos:
    -  Medalha de Ouro: 2024
    - FIBA All-Team Olympic: 2024

  - FIBA World Championship:
    -  Medalha de ouro: 2010
    -  Medalha de ouro: 2014
- NCAA
  - Cestinha da Division I (pontos por jogo): 2009
  - 2x Jogador do ano da Conferência Sul (SoCon): 2008 e 2009
  - 2x Atleta Masculino do ano da Conferência Sul (SoCon): 2008 e 2009
  - 2x All-American Team:
    - primeiro time: 2009
    - segundo time: 2008

  - 2x Time ideal da Conferência Sul:
    - primeiro time: 2008 e 2009

  - Calouro do Ano da Conferência Sul: 2007
  - Líder de pontuação da Division I da NCAA: 2009
  - 2x Jogador do Ano da Conferência Sul (SoCon): 2008, 2009
  - 2x Atleta Masculino do Ano da Conferência Sul (SoCon): 2008, 2009
  - Camisa número 30 aposentada pela Davidson College

- Halls da Fama
  - Hall da Fama da Conferência Sul (SoCon): Classe de 2016
  - Hall da Fama dos Atletas de Davidson College: Classe de 2022

- Outras Honrarias:
  - Atleta do Ano da Associated Press: 2015
  - 2x Esportista do Ano da Sports Illustrated: 2018 (como time), 2022
  - 50 figuras mais influentes no esporte da Sports Illustrated: 2023
  - 100 Pessoas mais influentes no mundo da revista Time: 2016
  - 6x Top10 de atletas mais bem pagos do mundo segundo a Forbes: 2017, 2018, 2019, 2020, 2022, 2023
  - 5x BET Award para Atleta Masculino do Ano: 2015, 2016, 2017,  2019, 2022
  - Jackie Robinson Sports Award 2021
  - Shorty Awards de Melhor no Esporte: 2015
  - 3x Teen Choice de Melhor Atleta masculino do ano: 2015, 2016, 2017
  - Jefferson Awards por Serviço Público prestado 2011
  - ESPY de Melhor Atleta Masculino 2015
  - 3x ESPY de Melhor Jogador da NBA: 2015, 2021 e 2022
  - 2x ESPY de Melhor Quebra de Recorde: 2016 e 2022

- Óscares da Academia:
  - Óscar de Melhor Documentário de Curta-Metragem como produtor executivo por Queen of Basketball: 2022

## Recordes

### Recordes na NBA
- Mais arremessos de 3 pontos convertidos na história da temporada regular da NBA - 4.058[345]
- Mais arremessos de 3 pontos convertidos na história dos playoffs - 618
- Mais arremessos de 3 pontos convertidos na história das finais - 158
- Mais arremessos de 3 pontos convertidos em uma única temporada regular - 402 (2015/16)
- Mais arremessos de 3 pontos convertidos em um único playoff - 98 (empatado com Klay Thompson)
- Mais arremessos de 3 pontos convertidos em uma uma partida do All-Star Game - 16 (2022)
- Mais arremessos de 3 pontos convertidos em uma única partida das Finais - 9 (2018)
- Mais arremessos de 3 pontos convertidos em um único mês na temporada regular - 96 (abril de 2021)
- Mais jogos consecutivos de temporada regular acertando pelo menos uma bola de 3 pontos - 158
- Mais jogos consecutivos de playoffs acertando pelo menos uma bola de 3 pontos - 132
- Mais pontos em uma prorrogação na história - 17 (2016)
- Mais jogos na história do Golden State Warriors (temporada regular) - 1.026
- Mais pontos na história do Golden State Warriors (temporada regular) - 25.386
- Mais bolas de 3 pontos convertidas na história do Golden State Warriors (temporada regular) - 4.058
- Mais assistências na história do Golden State Warriors (temporada regular) - 6.540
- Mais roubos de bola na história do Golden State Warriors (temporada regular) - 1.553
- Mais pontos na história do Golden State Warriors (playoffs) - 3.966
- Mais bolas de 3 pontos convertidas na história do Golden State Warriors (playoffs) - 618
- Mais assistências na história do Golden State Warriors (playoffs) - 912
- Mais roubos na história do Golden State Warriors (playoffs) - 223

### Recordes na NCAA
- Mais arremessos de 3 pontos convertidos em uma única temporada - 162 (2007/08)
- Mais arremessos de 3 pontos convertidos por um calouro em uma única temporada - 122 (2006/07)

Recordes por Davidson College
- Maior pontuador da história - 2.635
- Mais bolas de 3 pontos convertidas na história - 414
- Jogador com mais jogos fazendo 30 pontos ou mais na história - 30 jogos
- Jogador com mais jogos fazendo 40 pontos ou mais na história - 6 jogos
- Maior pontuador em uma única temporada - 974 (2008/09)
- Mais roubos de bola em uma única temporada 86 (2008/09)
- Maior pontuação de um calouro em uma única temporada 730 (2006/07)

### Recordes em Jogos
Recordes em jogos de Temporada Regular e Playoffs de Stephen Curry:
| Tipo de estatística           | Temporada Regular | Temporada Regular                           | Temporada Regular                          | Playoffs    | Playoffs                                                | Playoffs                                                  |
| Tipo de estatística           | Recorde           | Adversário                                  | Data                                       | Recorde     | Adversário                                              | Data                                                      |
| ----------------------------- | ----------------- | ------------------------------------------- | ------------------------------------------ | ----------- | ------------------------------------------------------- | --------------------------------------------------------- |
| Pontos em um jogo             | 62                | Portland Trail Blazers                      | 3 de janeiro de 2021                       | 50          | Sacramento Kings                                        | 30 de abril de 2023                                       |
| Cestas convertidas em um jogo | 20                | Orlando Magic                               | 25 de fevereiro de 2016                    | 20          | Sacramento Kings                                        | 30 de abril de 2023                                       |
| Cestas tentadas em um jogo    | 36                | Memphis Grizzlies                           | 16 de maio de 2021                         | 38          | Sacramento Kings                                        | 30 de abril de 2023                                       |
| Lances livres convertidos     | 18                | Portland Trail Blazers                      | 3 de janeiro de 2021                       | 16          | Los Angeles Clippers                                    | 3 de maio de 2014                                         |
| Lances livres tentados        | 19                | Portland Trail Blazers                      | 3 de janeiro de 2021                       | 16          | Los Angeles Clippers                                    | 3 de maio de 2014                                         |
| Cestas de três convertidas    | 13                | New Orleans Pelicans                        | 7 de novembro de 2016                      | 9           | Cleveland Cavaliers Portland Trail Blazers              | 3 de junho de 2018 14 de maio de 2019                     |
| Cestas de três tentadas       | 20                | Sacramento Kings Memphis Grizzlies          | 5 de janeiro de 2019 28 de outubro de 2021 | 18          | New Orleans Pelicans Sacramento Kings                   | 23 de abril de 2015 30 de abril de 2023                   |
| Rebotes ofensivos             | 5                 | Phoenix Suns                                | 10 de fevereiro de 2016                    | 5           | Cleveland Cavaliers                                     | 7 de junho de 2017                                        |
| Rebotes defensivos            | 14                | Sacramento Kings                            | 28 de dezembro de 2015                     | 12          | Los Angeles Clippers                                    | 13 de abril de 2019                                       |
| Rebotes totais                | 14                | Sacramento Kings                            | 28 de dezembro de 2015                     | 15          | Los Angeles Clippers                                    | 13 de abril de 2019                                       |
| Assistências                  | 16                | Phoenix Suns Utah Jazz                      | 27 de dezembro de 2013 6 de abril de 2014  | 15          | Los Angeles Clippers                                    | 24 de abril de 2014                                       |
| Roubos                        | 7                 | Minnesota Timberwolves Los Angeles Clippers | 7 de abril de 2010 7 de dezembro de 2016   | 6           | Memphis Grizzlies San Antonio Spurs                     | 13 de maio de 2015 20 de maio de 2017                     |
| Tocos                         | 2                 | 10 vezes                                    |                                            | 3           | Cleveland Cavaliers Houston Rockets Cleveland Cavaliers | 13 de junho de 2016 26 de maio de 2018 8 de junho de 2018 |
| Minutos jogados               | 48:47 (1OT)       | Denver Nuggets                              | 20 de janeiro de 2010                      | 57:56 (2OT) | San Antonio Spurs                                       | 6 de maio de 2013                                         |